# Перси, Генри, 1-й граф Нортумберленд
Генри Перси (англ. Henry Percy; 10 ноября 1341— 19 или 20 февраля 1408) — английский аристократ и военачальник, 4-й барон Перси из Алника с 1368 года, 1-й граф Нортумберленд с 1377 года, шериф Нортумберленда в 1384—1387 годах, король острова Мэн в 1399—1405 годах, маршал Англии в 1376—1381 годах, рыцарь ордена Подвязки с 1366 года, констебль Англии в 1399—1403 годах, сын Генри, 3-го барона Перси и Марии Ланкастерской, дочери Генри Кривая Шея, 3-го графа Ланкастера. Был одним из самых могущественных феодалов в Северной Англии. Ещё при жизни отца в 1362 году стал смотрителем Шотландских марок. Капитан Кале в 1389—1391 годах, смотритель Восточной шотландской марки в 1377—1379, 1380—1381, 1391—1395 и 1399—1403 годах, хранитель Средней шотландской марки в 1381—1403 годах.
Граф Нортумберленд сыграл важную роль в свержении короля Ричарда II и возведении на престол Генриха IV, после коронации которого получил новые владения и ряд должностей. Но вскоре его отношения с новым королём испортились. В этот период на первый план вышло желание графа Нортумберленда доминировать над делами всего королевства. При этом его не удовлетворяли награды, которые он получил за помощь в возведении Генриха IV на трон в 1399 году; кроме того, граф желал получить широкую политическую автономию Северной Англии от Лондона. В результате в 1403 году началось восстание Перси, во время которого в битве при Шрусбери погиб его сын и наследник, Генри Хотспур, а также брат, Томас Перси, граф Вустер. Хотя графу Нортумберленду, который не участвовал в битве, удалось избежать обвинений в измене, он лишился ряда должностей и положения. В 1405 году граф принял участие в новом мятеже против короля, которое также было провальным. В итоге он был вместе с внуком вынужден бежать в Шотландию, а все его владения и титулы были конфискованы. Дальнейшие попытки отомстить были не только тщётными, но и горькими. В начале 1408 года Генри вернулся в Англию, чтобы встретиться с шерифом Йоркшира (по одной версии — чтобы договориться о посредничестве для получения королевского прощения, по другой — чтобы втянуть его в новое восстание), но попал в засаду у Брамем-Мура и был убит.
Провал восстаний графа против Генриха IV имел серьёзные последствия для рода Перси, поскольку род оказался надолго исключён из его политической жизни. Позже, после вступления на английский престол Генриха V, внук покойного графа, Генри, сын Хотстпура, смог вернуться в Англию, где в 1414 году получил некоторые владения Перси, а в 1416 году ему был присвоен и титул графа Нортумберленда. Однако ряд владений Перси так не был возвращён до 1484 года, а некоторые важные приобретения графа Нортумберленда были навсегда утрачены. И, хотя представителям рода в итоге удалось вернуть доминирующее положение в Нортумберленде, их претензиям на первенство в Восточной шотландской марке был нанесён непоправимый ущерб.

## Происхождение
Генри происходил из аристократического рода Перси. Его родоначальником был Жоселин де Лувен, младший сын графа Лувена и герцога Нижней Лотарингии Готфрида (Жоффруа) I Бородатого, происходившего из Лувенского дома, восходившего по женской линии к Каролингам. Жоселин перебрался в Англию после брака своей сестры, Аделизы Лувенской, с королём Генрихом I Боклерком, где женился на Агнес де Перси. Она происходила из англонормандского рода Перси, родоначальник которого Уильям I де Перси после нормандского завоевания обосновался в Англии, получив владения в Йоркшире, Линкольншире, Эссексе и Хэмпшире, а позже посредством брака унаследовавший также земли в Кембриджшире. Центром этих владений был замок Топклиф. После угасания первого рода Перси их владения, составлявшие феодальную баронию Топклиф, унаследовали потомки Агнес и Жоселина, принявшие родовое прозвание матери.
Изначально основные владения Перси располагались в Йоркшире. Однако потомки Жоселина, в первую очередь, Генри Перси, который в 1299 году получил титул 1-го барона Перси, и его сын Генри Перси, 2-й барон Перси, значительно расширили владения в Северной Англии, воспользовавшись теми возможностями, которые предоставили им англо-шотландские войны. Благодаря им Перси себе ведущие роли в англо-шотландском Пограничье. Важным шагом для семьи стала покупка в 1309 году замка и поместья Алник в Нортумберленде, впервые получив территориальную базу для реализации своих амбиций в Северной Англии. В дальнейшем Перси получили Уоркуэрт, Ротбуи, Ньюберн и Корбридж в Нортумберленде, ранее принадлежавших Джону Клаверингу. Кроме того, 2-й барон Перси получил замок и лес Джедбург, ежегодный доход в 500 марок от таможни Берика и сам замок Берик. В итоге Перси превратились в крупнейших феодалов в Нортумберленде и стали выполнять различные военные и дипломатические поручения в регионе.
Генри Перси, 3-й барон Перси, сын 2-го барона, принимал участие в некоторых сражениях Столетней войны во Франции, но, в отличие от отца и деда, из-за изменившейся ситуации на англо-шотландской границе практически не воевал с шотландцами. Первым браком он женился на Марии Ланкастерской (1320/1321 — 1 сентября 1362), дочери Генри, 3-го графа Ланкастера, породнившись, таким образом, с английской королевской династией Плантагенетов. В этом браке родилось двое сыновей Генри и Томас. По мнению историка С. Игнатьева, именно происхождение по женской линии от Плантагенетов в дальнейшем отразилось на амбициях и характере политических поступков представителей рода Перси. Как одна из «лишённых наследства» семей Перси были заинтересованы в продолжении войны с Шотландией, чтобы вернуть утраченные земли. Однако они подчинились желанию короля установить мир с северным соседом.
Основные поместья рода располагались Йоркшире. Южные владения Перси располагались в графстве Дарем, а северная часть ограничивалась рекой Туид и Чевиотскими холмами. Кроме того, у Перси были земли в англо-шотландском Пограничье и Лоуленде, в результате чего у них была возможность для политического маневрирования между английским и шотландским королевскими дворами. За горами на юге и юго-западе от владений Перси располагалось графство Ланкастер. Поскольку графы Ланкастер большую часть времени проводили при английском дворе, Перси были фактически единственной военной и политической силой в Северной Англии. И традиционно именно представители этого рода назначались на должность смотрителя Шотландских марок, который занимался охраной английских владений от набегов шотландцев. Кроме того, земли, которые они смогли округлить благодаря выгодной брачной политике, имели выгодное географическое положение и давали им возможность контролировать транзитную торговлю. В итоге Перси считались первой по значимости семьёй в Северной Англии. Как и другие лорды Пограничья, они были в достаточной степени автономны и могли проводить свою политику в регионе без оглядки на короля, руководствуясь только собственной выгодой. Подобно другим знатным родам Перси держали свой двор.

## Ранние годы

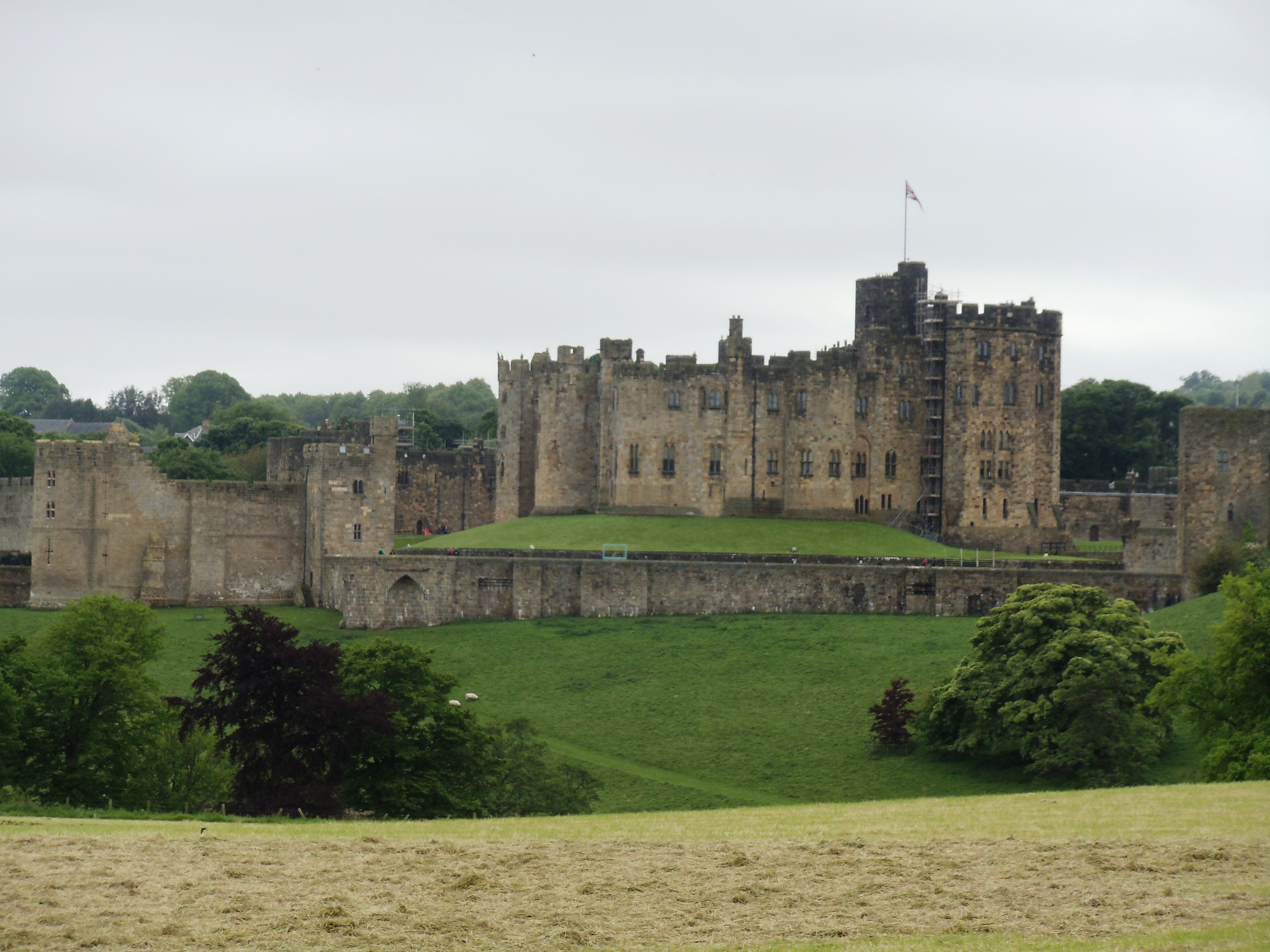
Замок Алник — главная резиденция Перси

Генри родился 10 ноября 1341 года в замке Скарборо. Хроника Алникского аббатства сообщает, что большую часть юности он провёл либо при королевском дворе, либо проживая в доме своего дяди по матери — Генри Гросмонта, герцога Ланкастера. Также «Хроника» сообщает, что при жизни отца Генри боялись, но и уважали, поскольку он «был хорошо образован и хорошо наблюдал, и мудро, зрело и красноречиво отвечал на предложенное». Также известно, что Перси был достаточно близок к зятю Гросмонта — Джону Гонту, унаследовавшему владения и титулы тестя. Например, тот ещё в 1372 году предоставил Генри право охотиться на своих землях, сколько тот пожелает, а годом спустя велел своему леснику отдать ему шесть собак.
В ранний период своей карьеры Перси часто упоминается в официальных документах в качестве члена различных комиссий. Чаще всего он был членом комиссии мировых судей. Так в период между 1368 и 1376 годами он входил в них около 12 раз, 10 в Йоркшире, и 2 в Нортумберленде. В дальнейшем вплоть до 1405 года большинство комиссий, в которые назначался Перси, располагались в Йоркшире. Историк К. Тоусон предполагает, что подобное свидетельствует о глубоких корнях семьи Перси в Йоркшире. Кроме того, Генри часто вызывался для решения разных местных споров, в том числе, и при жизни отца. Так в 1367 году он был назначен в комиссию для расследования разорительного состояния аббатства Уитби. При этом после того, как Перси унаследовал титул барона, количество местных комиссий, в которые он входил, существенно не увеличилось. Многие из них касались обвинений во взломе домов, краж скота, уничтожения имущества и незаконной охоты и рыбной ловли. Но Перси принимал участие и в более серьёзных расследованиях. В 1372 и 1374 годах ему было поручено расследовать незаконный вывоз шерсти из Нортумберленда в Шотландию, а в ноябре 1375 года его назначили для обследования укреплений замка Бамборо.
12 июля 1358 года он женился на Маргарет Невилл — дочери Ральфа де Невилла, 2-го барона Невилла из Рэби, также имевшего владения в Северной Англии. Для Маргарет это был второй брак, её первым мужем был Уильям де Рос, 3-й барон де Рос из Хелмсли; этот брак был бездетным.
Ещё при жизни отца Генри начал принимать участие в делах англо-шотландского Пограничья. Хроника Алникского аббатства сообщает, что «ещё при жизни отца его боялись шотландцы». В первые годы своей политической карьеры Перси стал занимать разные посты в Шотландских марках. Несмотря на молодость, он в 1362 году был назначен смотритель Шотландских марок и уполномочен вести переговоры с шотландским правительством. 29 января 1366 года он стал рыцарем ордена Подвязки. А в феврале 1367 года ему был поручен надзор за всеми замками и укреплениями на шотландской границе. Также он занимал посты констебля Берика и хранителя замка Джедбург. В этом же году 4 сентября Генри вместе с отцом в качестве хранителей Восточной марки подписали договор об охране марок, согласованный с графом Уориком и епископами Сент-Эндрюса и Глазго. К. Тоусон полагает, что таким образом отец Генри желал плавно обеспечить сыну наследование должности; в дальнейшем он сам сделает подобное для своего сына Генри Хотспура, добиваясь его назначения хранителем Шотландских марок после того как тому исполнился 21 год.
Занимая должности хранителя Шотландских марок и пограничных замков, Перси периодически конфликтовал с Уильямом, графом Дугласом. Так 13 февраля 1371 года и 29 августа 1374 года назначались комиссии для расследования споров между Перси и Дугласом. Известен также спор между семьями зимой 1372—1373 годов. В итоге Перси и Дуглас, хотя у них и оставались разногласия, подписали перемирие, которое стремились соблюдать.
Ранняя военная карьера Перси была тесно связана с домом Ланкастеров. По мнению Тоусона, она не отличалась большим блеском, хотя он и проявил себя как компетентный военный. Несмотря на тесные связи с герцогом Ланкастером, Генри, судя по всему, не участвовал в военных кампаниях на континенте постоянно; как и его предки, он больше сосредоточился на делах Северной Англии. Связано это было не только с возросшими земельными богатствами семьи в регионе, но и тем, что король видел в нём главную опору в борьбе против шотландцев. Поэтому большую часть своей энергии он сосредоточил на Пограничье. Когда же Перси призывали для участия в походах во Францию, он делал это с большой свитой из своих вассалов.
В августе 1359 года Генри, которому исполнилось 17 лет, возможно входил в состав свиты Генри Гросмонта в кампании во Франции, которая завершилась заключением мира в Бретиньи. Позже Перси находился в составе свиты Джона Гонта, сына короля Эдуарда III и зятя Гросмонта, получившего 13 ноября 1362 года титул герцога Ланкастера. Точно неизвестно, когда Генри стал участвовать в военных действиях под командованием Гонта. Историк С. Армитаж-Смит сообщает, что он не только участвовал 3 апреля 1367 года в битве при Нахере, но и командовал одним из флангов армии герцога Ланкастера. Однако в более позднем исправленном издании одного из источников, цитируемых исследователем, утверждается, что в битве участвовал не Генри, а его младший брат Томас. «Анонимная хроника» и «Хроника Фруассара» в отчёте о битве ни одного Перси не упоминают, а Герольд Чандоса хотя и упоминает Перси, но не уточняет, кто из братьев там участвовал. Однако тот же Герольд Чандоса указывает, что Томас Перси был одним из высших офицером Эдуарда Чёрного принца (старшего брата Гонта) в Аквитании. На основании этого К. Тоусон считает, что вероятнее в битве при Нахере участвовал именно Томас Перси. Также «The Complete Peerage» указывает, что Генри Перси участвовал в неудачной морской экспедиции графа Пембрука в Ла-Рошель в 1372 году. Однако Тоусон указывает, что данное известие противоречит «Хронике Фруассара», который указывает, что в Ла-Рошели был не Генри, а Томас Перси; кроме того, Фруассар сообщает, что Перси не приплыл туда в составе экспедиции Пембрука, а прибыл по суше в составе вспомогательного отряда. Также известно, что всего через 2 дня после поражения флота у Ла-Рошели, 25 июня, Джон Гонт передал свой титул графа Ричмонда в обмен на несколько поместий, и среди свидетелей был Генри Перси. Как отмечает К. Тоусон, ранняя военная карьера Генри скорее отличалась военной компетентностью, чем впечатляющим блеском. Когда Перси действительно участвовал в военных кампаниях, он приводил с собой большой отряд из вассалов и, похоже, неплохо себя зарекомендовал. Однако историк считает, что несмотря на тесные связи с Ланкастерами присутствие Генри в военных кампаниях было постоянным, и сомневается, что до 1369 года тот участвовал в какой-то крупной континентальной кампании. В этот период, по мнению Тоусона, он как ранее отец и дед, больше был сосредоточен на англо-шотландском пограничье. Связано это было с тем, по мнению историка, король видел в Генри главный оплот против шотландцев; поскольку тот для участия в континентальных кампаниях брал с собой многих вассалов, долгое отсутствие Перси могло оставить Северную Англию открытой для шотландских вторжений. Поэтому большая часть его карьеры связана с Севером, где находились его основные земельные владения.

### Барон Перси
В 1368 году умер его отец, после чего Генри унаследовал баронский титул и вступил во владение наследственными владениями. В последующие годы он демонстрировал, что следует той же политике расширения семейных владений, что и его предки. В 1373 году Перси выкупил у короны право опеки над владениями покойного Дэвида Стратбоги, титулярного графа Атолла, вместе с опекой над двумя его наследницами с правом на заключения брак. В дальнейшем он женил на них двух своих младших сыновей. В этот же период Генри начал переговоры, которые после смерти в 1381 году Гилберта де Умфравиля, титулярного графа Ангуса принесли ему значительную долю наследства Умфравилей, включая замок и баронию Прадо, что значительно увеличило его богатство и влияние в Нортумберленде.
К. Тоусон считает, что, скорее всего, Перси регулярно стал участвовать в походах на континент с 1369 года. В этот период выход его военным амбициям предоставила возобновившаяся во Франции Столетняя война. В августе 1369 году Перси присоединился к Джону Гонт для участия в его кампании на континенте, причём свита в составе 12 рыцарей, 47 оруженосцев и 100 лучников, которую он привёл с собой, стал одним из самых многочисленных среди всех баронов. 5 октября 1369 года он получил оплату за себя, 60 латников, 100 лучников и 40 шотландцев для службы во Франции. Однако участие Перси в походе было недолгим, из-за болезни он вернулся в Англию. В 1372 году Генри присоединился к недолгой неудачной экспедиции Эдуарда III, а в 1373 году принял участие в великом шевоше Гонта из Кале в Бордо, причём больше него людей привели только Эдвард, барон Диспенсер, сам Гонт и Жан, герцог Бретонский. Хронист Алникского аббатства восхвалял своего покровителя, указывая, что тот «вёл себя доблестно, разоряя страну, убивая сопротивляющихся, сжигая города и поселения, и, кроме всего прочего, хорошо управляя своей армией, он вернулся в своё графство с высочайшими почестями и благородной славой». В Бордо Перси оставался минимум до 4 апреля, когда засвидетельствовал там хартию.
Великое шевоше Джона Гонта, в конечном итоге, обернулось грандиозной неудачей: французская армия Карла V избегала генеральных сражений, а английская армия по пути в Бордо понесла серьёзные потери. Кроме того, постоянные неудачи Англии на континенте вызывали серьёзные недовольство внутри страны, поскольку военные кампании стоили дорого и истощали ресурсы страны. В итоге при посредничестве папа римский Григорий XI начал предпринимать усилия по заключению мира между воюющими королевствами, пытаясь склонить английское правительство к ведению мирных переговоров.
Хотя, как и его предки, Перси был достаточно значимой фигурой в английской политике, первоначально он не занимал в ней центральные позиции. Но в последние годы правления Эдуарда III его роль увеличилась. Помимо участия в военных кампаниях во Франции, Генри начал играть важную роль в Шотландских марках — и в качестве военного, и в качестве дипломата. В этот же период Перси, судя по всему, имел определённое влияние на тех дипломатов, которые вели переговоры с Францией, хотя сам в них не участвовал. О его репутации было известно даже при папском дворе: в октябре 1373 года папа Григорий XI писал «прелатам и знати», среди которой был и Генри, призывая их доверять папским нунциям и использовать своё влияние на короля, чтобы склонить его к заключению англо-французского мирного соглашения. В 1374 году папа дважды призывал Перси использовать своё влияние на Джона Гонта, чтобы помочь папским нунциям, а также благодарил за помощь, которую тот оказал Гильому, епископу Карпантры, судя по всему, во время миссии 1373 года.

### Маршал Англии
Под давлением папы римского 27 июня 1375 года было заключено перемирие между Англией и Францией. Эдуард III в это время был болен и фактически отстранился от управления королевством, а его наследник, Эдуард Чёрный принц умирал, а следующий по старшинству живой сын, Джон Гонт, вызывал недоверие в английском обществе. На этом фоне в атмосфере взаимных обвинений, недоверия, напряжённости и откровенной враждебности в апреле 1376 года был созван парламент, получивший название «Хорошего». В нём принял участие и Генри Перси. Избранный спикером сэр Питер де ла Мар, рыцарь от Херефордшира и стюард Эдмунда Мортимера, 3-го графа Марча, развернул серию нападок на придворную партию, обвиняя королевских чиновников в быстром ухудшении состояния королевства. По его требованию король согласился создать комитет для «коммуникации» между лордами и палатой общин. В его состав вошли 4 епископа, 4 графа и 4 барона, одним из которых оказался Перси. Хотя Генри был сравнительно молод и неопытен, но он был близок к Гонту, и парламентские общины доверяли ему работать в качестве посредника между ними и лордами. Также Перси был включён в состав другого совета, который должен был «исправить преступления, совершенные ранее» против интересов короля и королевства. Кроме того, он участвовал в судебном преследовании лондонского торговца Ричарда Лайонса — одной из целей обвинений королевских чиновников наряду с бароном Уильямом Латимером. 1 и 23 июля 1376 года ему было поручено расследовать обвинение в том, что торговец вымогал плату сверх выплат, которые были предоставлены «прелатами, магнатами и торговцами королевства» в Нортумберленде и Йоркшире. Позже, 20 апреля 1377 года Перси в качестве хранителя Шотландских марок подтвердил, что Уильям Элис, помощник Лайонса, удовлетворил требования тех, кого тот обидел, после чего был помилован.
После роспуска «Хорошего парламента» Перси продолжил приобретать более широкую известность. Незадолго до начала декабря 1376 года он был назначен маршалом Англии, сменив графа Марча. Единственный хронист того времени, который высказался о причине замены — Томас Уолсингем, который обвинил Джона Гонта в том, что тот уволил Марча с должности. С учётом того, что Уолсингем крайне негативно оценивал деятельность герцога Ланкастера в этот период, историк К. Тоусон сомневается, что Гонт специально отправил графа за границу, чтобы тот подал в отставку со своей должности. Он не исключает, что Марч из-за опасности своей миссии сам отказался от поста маршала, чем воспользовался герцог, назначив на его место Перси.
В начале 1377 года Перси сам оказался в центре конфликта, который, вероятно, был спровоцирован Гонтом. В январе был созван новый парламент, вошедший в историю под названием «Плохого». На нём было предложено упразднить должность мэра Лондона, заменив её на капитана, что давало возможность маршалу Англии производить в городе аресты и, таким образом, распространить юрисдикцию своего офиса на столицу. Эти действия вызвали ярость лондонцев, воспринявших это как покушение на свои свободы. Причины, по которым Перси пошёл на подобное, неясны. Раньше он мало интересовался лондонскими делами, но он должен был понимать, что данное действие вызовет негодование горожан. К. Тоусон считает, что маршал просто выполнял просьбу своего друга и покровителя, которому он был обязан получением должности. Герцог был заинтересован в том, чтобы заменить мэра на королевского чиновника, увеличив влияние короны на столицу и уменьшив ту степень, в которой город мог действовать независимо и вопреки воле короля.
Действия Перси наложились на другой конфликт, связанный с теологом Джоном Уиклифом, которому покровительствовал Гонт. Он открыто проповедовал против мирских пожалований церкви. 2 февраля епископ Лондона Уильям Куртнене обвинил того в ереси и потребовал, чтобы Уиклиф предстал перед судом архиепископа Кентерберийского Саймона Садбери и другими епископами, ответив на обвинения. Джон Гонт усмотрел в этом попытку унизить себя, поскольку разделял взгляды Уиклифа на церковь, поэтому решил публично отстаивать теолога, дискредитировав епископов, выступавших против него. Для этого он назначил четырёх докторов теологии для защиты Уиклифа.
Суд был назначен на 19 февраля в соборе Святого Павла. На него прибыли сам Джон Гонт, Генри Перси, нёсший маршальский жезл, а также их вооружённые вассалы, которые окружили Уиклифа. Сам маршал «злоупотребил доверенной ему властью», силой прокладывая тому дорогу через толпы лондонцев. В результате возник острый конфликт: епископ Куртене, возмущённый присутствием герцога и маршала, осудил Перси за то, как тот обращался с паствой, на что герцог ответил, что маршал будет себя вести так, как приличествует маршалу, нравится это епископу или нет. Куртене и собравшиеся лондонцы были возмущены подобным, восприняв подобное поведение Гонта как угрозу ревниво охраняемым привилегиям Лондона, что дополнительно накалило обстановку. Далее Гонт и Перси вступили в перепалку с епископом, которая переросла в ссору. Несмотря на провокационное поведение герцога, епископ вёл себя достойно и отстаивал процессуальные нормы церкви против попыток запугивания. Разъярённый Гонт пригрозил Куртене смещением с поста, предупредив, что тому не следует полагаться на семейные связи. В результате среди лондонцев, возмущённых обращением Гонта с епископом, начались волнения, позже переросшие в бунт; в итоге герцогу и маршалу пришлось бежать из церкви, прихватив с собой Уиклифа.
Ситуацию усугубил Перси, который, узурпировав полномочия магистрата, приказал схватить одного из лондонцев, посадив его под стражу в своей лондонской резиденции. Подогреваемые распространившимся слухом о том, что Гонт намерен заменить новоизбранного мэра маршалом Перси, на следующий день бунтующие лондонцы освободили заключённого, разграбив дом маршала. Далее они отправились к Савойскому дворцу, по пути убив человека, выступавшего за герцога, а в Чипсайде перевернули герб Гонта, как делалось с предателями. От разграбления дворец спас прибывший епископ Куртене, призвавший горожан воздержаться от подобного. Сам герцог во дворце в это время отсутствовал, обедая в доме своего старого друга, богатого фламандского торговца, сэра Джона д’Ипра. Предупреждённый своими людьми о бунте, Джон вместе с Перси сбежали через задние ворота, забрали лодку, на которой доплыли до Кенсингтонского дворца, где находилась принцесса Джоан, мать будущего короля Ричарда II, которую уговорили выступить посредником. Она послала троих своих рыцарей, которые смогли уговорить лондонцев разойтись.
На следующий день лондонцы отправили делегатов к королю, прося его простить за учинённые беспорядки, настаивая при этом, что виноватым в них был Джон Гонт. Эдуард III пообещал, что привилегии Лондона будут сохранены, а в ознаменование своего грядущего золотого юбилея он объявит о всеобщем помиловании. Единственным человеком, не попавшим под королевское прощение, был Уильям Уайкхемский, на чём, очевидно, настоял Гонт. В результате мэр и его братья должны были коленопреклонённо просить прощения у герцога Ланкастера, согласившись на его требование установить в Чипсайде мраморный столб с его гербом. На следующий день парламент был распущен, после чего политическая жизнь в Англии стала успокаиваться.
После завершения работы парламента Гонт и Перси твёрдо контролировали ситуацию. В дополнение к церемониальным обязанностям маршалу было необходимо выполнять также определённые судебные обязанности — участвовать в работе Рыцарского суда, сидя на скамье рядом с констеблем. На его заседаниях рассматривались дела, связанные со спорами об оружии, пленных и выкупах, а также преступлениях, совершённых в заморских кампаниях или против носителей королевской охранной грамоты. Но основными функциями маршала были военные: он не только отвечал за поддержание порядка армии в полевых условиях, но и мог быть призван обеспечить готовность к обороне короля. В качестве маршала он 8 мая 1377 года был назначен капитаном Кале, чтобы обследовать и укрепить оборону как города, так и пограничных укреплений.
К. Тоусон считает, что события, связанные с лондонским бунтом 1377 года, привели к тому, что в дальнейшем же желал слепо следовать политическому руководству другому. В последующие годы он отказался рисковать своим положением ради интересов Джона Гонта или кого-то ещё.
Возросшее влияние Перси было отмечено в день Святого Георгия 1377 года, когда вместе с наследником престола и сыном Гонта в рыцари были посвящены его трое сыновей.
Должность маршала Генри занимал до крестьянского восстания 1381 года, когда у него произошёл конфликт с Джоном Гонтом. По словам Перси, он был не в состоянии должным образом управлять своими делами и одновременно выполнять обязанности такой тяжёлой должности. К. Тоусон полагает, что решению уйти в отставку способствовала и негативная реакция на его действия в качестве маршала. Также не исключено, что он хотел избежать длительных споров с Маргарет Бразертон по поводу наследственных притязаний её семьи на эту должность.

## Граф Нортумберленд

### Охрана границы

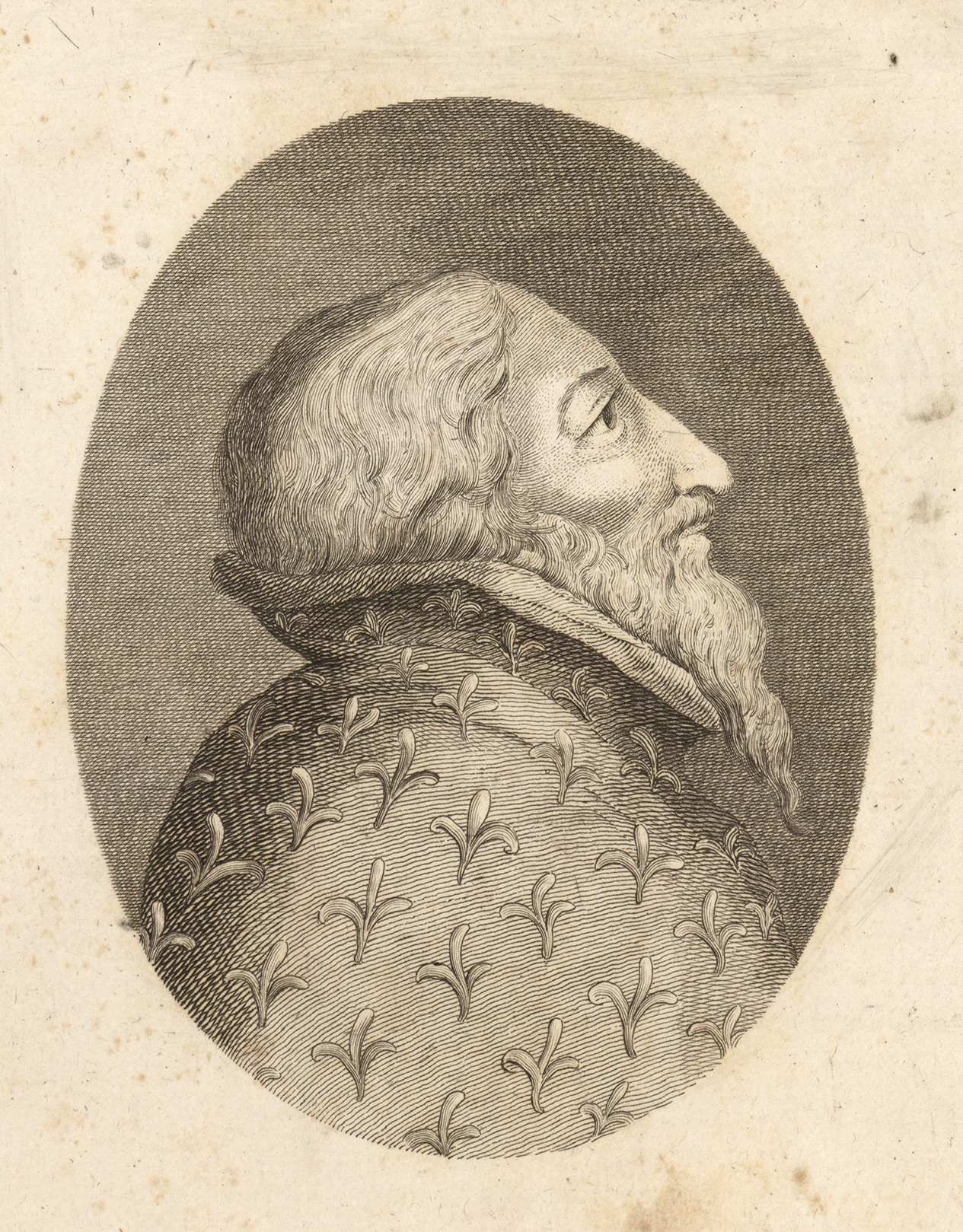
Генри Перси, 1-й граф Нортумберленд. Гаврюра XVIII века из дополнительных томов «Путешествий по Уэльсу» Томаса Пеннанта (1726—1798)

21 июня 1377 года умер Эдуард III, которому наследовал малолетний сын Чёрного принца — Ричард II. На коронации Ричарда II Генри исполнял церемониальные обязательства маршала. За день до неё он вместе с Гонтом, который в качестве герцога Ланкастера выполнял церемониальные обязанности стюарда королевства, сопровождали короля из Тауэра в Вестминстер, где тот провёл ночь. По словам Уолсингема, благодаря этому шествию и последующим после коронацию событиям Гонт и Перси вернули себе поддержку народа.
В день коронации 16 июля 1377 года было назначено 4 новых графов. Одним из них стал Генри Перси, который получил титул графа Нортумберленда. Историк Р. Ломас отмечает, что графский титул «стал лишь формальным признанием власти и положения семьи Перси в Пограничье». Таким образом корона признавала власть и влияние Генри в Северной Англии.
В дальнейшем придворная карьера, судя по всему, мало интересовала Перси; как и другие северо-английские бароны, он нечасто посещал Лондон.
Генри продолжал участвовать в различных комиссиях, а также выполнять обязанности хранителя Шотландских марок. Хотя между Англией и Шотландией действовало перемирие, это не мешало новому графу проводить военные действия на границе. В ответ на нападение графа Данбара на Роксборо он вторгся в Шотландию и разорил владения графа. В декабре 1378 года был потерян замок Берик, когда один из слуг его капитана Роберта Бойнтона, разозлённый на господина, помог группе шотландцев проникнуть в замок через подземный ход. Узнав об этом, граф вместе со старшим сыном Генри, позже известным под прозвищем «Хотспур» (Горячая Шпора), поспешил к Берику, потребовав возвратить замок, указав, что он был захвачен в нарушение перемирия. Шотландцы ответили, что они не обращают внимание ни на короля Шотландии, ни на него (Перси), ни на кого другого, поэтому замок не отдадут. В ответ Генри менее чем за 2 часа замок отбил, освободил захваченных пленников, а всех шотландцев, кроме одного, убил.

### Конфликт с Джоном Гонтом
В 1378 годов до Северной Англии добрался новый виток эпидемии «чёрной смерти» — так называемая «четвёртая эпидемия чумы», появившаяся в Южной Англии в 1374 году. Она свирепствовала около года. Уолсингем указывает, что эта вспышка болезни была самой страшной. Также в Северной Англии в этот период случилось серьёзное наводнение. Ослаблением противника решили воспользоваться шотландцы, совершившие ряд набегов. Но в это время в английском правительстве, где ведущую роль играл Джон Гонт, возобладало желание сохранять любыми способами перемирие с Шотландией, не обращая внимание на провокации и случайные рейды. Когда летом 1380 года шотландцы в вторглись в Камберленд, разграбив Пенрит и угрожая Карлайлу, графу Нортумберленду было приказано не реагировать. Ему и Ральфу, барону Грейстоку, было велено заставить всех мирян Нортумберленда и Дарема, имеющих там земли с ежегодным доходом не менее 100 фунтов, остаться в них, а также следить за тем, чтобы все замки и крепости в пределах трёх-четырёх лиг от границы были укреплены, отремонтированы, укомплектованы людьми и провизией. Когда же он лично прибыл в королевский совет, несмотря на внешне дружественный приём, ему было велено обращаться со своей жалобой в ближайший разъездной суд.
Вскоре стало ясно, что меры, применявшиеся до этого в пограничье, включающие либо комиссии из местных землевладельцев, назначаемые на несколько месяцев, либо назначение кого-то из северных магнатов для сбора армии (чем летом 1380 года занимался сам граф Нортумберленд), были недостаточны, чтобы поддерживать власть правительства, особенно если оно желало сохранить перемирие. В итоге Джон Гонт был 6 сентября 1380 года назначен королевским лейтенантом в шотландских походах, ответственным за защиту Северной Англии и правом заключать от имени короля перемирие. 2 мая 1381 года его полномочия были продлены. Результатом этого стал конфликт между бывшими друзьями, который привёл к открытой вражде, начавшейся во время крестьянского восстания 1381 года.
Причины такого поведения графа Нортумберленда, по мнению современных историков, кроются не только в его желании проявить осторожность во время восстания и дистанцироваться от непопулярной фигуры герцога Ланкастера. Вероятно, что основанием могли послужить потенциальное территориальное соперничество. Перси был ведущим магнатом в Северной Англии и мог сам претендовать на роль королевского лейтенанта. Джон Гонт в качестве герцога Ланкастера, несмотря на своё богатство, не обладал серьёзной территориальной властью в Шотландских марках: его единственное владение там, барония Эмблтон не обладало большими размерами и практически не приносило дохода, хотя построенный в 1310-е годы замок Данстанборо был самым крупным и укреплённым оборонительным сооружением в Нортумберленде. Кроме того, Генрих Болингброк (будущий король Генрих IV), сын и наследник Гонта, женился на одной из наследниц владений Богунов, которые претендовали в том числе на баронию Аннандейл и замок Лохмабен. В результате Перси могли опасаться претензий Ланкастеров на территории, которые входили в сферу его влияния.
В результате назначения Гонта лейтенантом североанглийские магнаты оказались у него в подчинении. Кроме того, герцог начал продвигать на севере своих людей, что сильно усложнило жизнь Перси. Судя по всему, граф Нортумберленд был достаточно гордым человеком, ревностно охранявшим своё законное положение крупнейшего магната в Пограничье; теперь же он оказался отодвинут на второй план. При этом даже после назначения Гонта лейтенантом он остался хранителем Шотландских марок. Так в период с 7 декабря 1377 года до 16 декабря 1381 года Перси был главным хранителем Восточной Шотландской марки (за исключением периода с 7 декабря 1379 года по 10 марта 1380 года, когда хранителями служили не магнаты, а простые дворяне).
В момент начала восстания герцог Ланкастер находился на границе, ведя переговоры с шотландским правительством. Томас Уолсингем и Генри Найтонский сообщают, что известия о беспорядках достигли до Гонта 18 июня. Но судя по всему, о всей серьёзности восстания он не знал до 20—21 июня. К тому моменту он успел перебраться из Берика, где он проводил переговоры, в Бамборо. Мятежники были враждебно настроены по отношению к самому Гонту. Гонт попытался получить гостеприимство во владениях графа, но его отказались пускать в замок Алник. Точно неизвестно, где и когда это произошло. Генри Найтонский утверждает, что встреча герцога с посланниками Перси произошла рядом с воротами замка. При этом Перси утверждал, что он действовал в интересах самого Гонта. В сообщении герцогу был высказан совет оставаться в Бамборо и ждать там известий с юга. Находившиеся в свите Гонта епископ Херефорда и граф Стаффорд согласились с этим советом. Д. Бин предположил, что возможно граф Нортумберленд отправил не только письмо, но и устное сообщение, поскольку, согласно «Хронике» Генри Найтонского и «Анонимной хронике» граф выразил сомнения относительно намерений короля в отношении герцога. К. Тоусон указывает, что в тех обстоятельствах, когда о происходящем в Лондоне ничего неизвестно, совет, который дал Перси, был вполне благоразумным. При этом двое его посланников, судя по всему, сообщили что-то такое, что испугало Гонта. В подтверждение своего тезиса историк указывает, что позже Гонт был особенно разгневан на этих посланников и добивался их тюремного заключения. По мнению историка, Гонт посчитал отказ своего бывшего союзника поддержать его личным оскорблением, в результате чего в дальнейшем отказывался выслушивать его объяснения. В любом случае, Гонт решил искать убежище в Шотландии.
По словам Уолсингема, Гонт подозревал, что верность ему Перси была не бесспорной. Гонт, который был английскими принцем, королевским лейтенантом и самым богатым магнатом королевства, воспринял отказ Перси пустить его в Алник как унижение. Вернувшись в Англию, он отказался от защиты, которую король приказал ему предоставить в Нортумберленде. Конфликт продолжился на серии советов, которые король проводил в августе-ноябре. На первом же, который состоялся в Рединге 4 августа, Гонт обвинил Нортумберленда «не только непослушании, но и неверности и неблагодарности» по отношению к нему во время восстания. 15 августа во время пира в Вестминстере произошла новая ссора. В итоге Ричард II, надеясь примирить герцога и графа, вызвал обоих на совет Беркемстеде, состоявшийся 9 октября. Там он от имени Перси попытался извиниться перед дядей, попросив, чтобы тот сдержал свой гнев. Однако граф Нортумберленд не желал никому позволять говорить за себя и в ответ на обвинения Гонта обрушил на короля словесные оскорбления. Фруассар даже утверждает, что Гонт бросил Перси перчатку. Выходка Перси и его отказ подчиниться приказу короля молчать привели к тому, что он был временно арестован «за оскорбление величества». Его освободили только после того как графы Уорик и Саффолк поручились за него и гарантировали, что он явится на заседание парламента, где ответит на выдвинутые против него обвинения.
Для участия в заседании парламента ноябре 1381 года Перси и Гонт прибыли в Лондон в сопровождении многочисленных вассалов. В итоге Ричард II был вынужден издать судебный запрет, запрещавший являться в парламент вооружёнными. На самом заседании Гонт выдвинул свои обвинения, Перси же король велел в этот день молчать. На следующий день Перси отвечал на обвинения, предъявив полученные им в июне 4 письма, запечатанные малой печатью. Их содержание неизвестно, но, судя по всему, они содержали инструкции, которые, по мнению Перси, оправдывали его действия. На следующий день Гонт выдвинул новые обвинения, но граф Нортумберленд, как сообщает «Анонимная хроника», хорошо защищался. 9 ноября Перси принёс публичные извинения королю и Гонту за своё поведение в Беркемстеде, после чего рассмотрение закончилось.

### Концентрация на делах Северной Англии
После конфликта с Гонтом 1381 года, граф Нортумберленд в основном сосредоточился на делах в Северной Англии — как своих, так и проблемах королевства. К. Тоусон считает, что именно данный факт позволил Перси во время политического кризиса в Англии 1386—1388 годов сохранить нейтралитет. За исключением 1383 года, когда он проводил много времени при королевском дворе, граф по большей части находился в Северной Англии.
Причин, по которым Нортумберленд сконцентрировался на северо-английских проблема, по мнению Тоусона, несколько. Одной из причин мог быть конфликт с Гонтом: хотя ему и удалось избежать суровых последствий за оскорбление короля, Перси не был готов проводить при дворе больше времени, чем было необходимо. Ко всему прочему, судя по всему, к нему после конфликта с Гонтом при дворе относились менее благосклонно. В частности, он в 1381—1383 годах был отстранён от должности судьи по петициям, которую занимал с 1376 по ноябрь 1380 года. Если его отсутствие среди судей во время парламента 1381 года могло быть обусловлено разбором обвинений против него, но, хотя он присутствовал в Вестминстере на заседаниях парламента февраля-марта 1383 года, там граф тоже не был включён в состав судей по петициям. Однако уже на парламенте, созванном в ноябре 1383 года, Перси вновь занял судейскую должность, сохраняя её и на последующих парламентах.
Другой причиной могло стать значительное увеличение территориальной власти Нортумберленда в Северной Англии. Не позже 15 декабря 1381 года он женился на Мод де Люси (умерла в 1398), вдове Гилберта де Умфравиля, титулярного графа Ангуса. При этом Перси не нужно было жениться, чтобы получить владения Умфравилей: в период 1376—1379 годов он получил половину владений Гилберта. Причины этого неясны. Тоусон считает, что бездетный граф Ангус мог расстаться с частью своих земель, чтобы получить дополнительную пожизненную ренту. Но при этом помимо своей вдовьей доли в поместьях Умфравилей Мод, единственная дочь Томаса де Люси, 2-го барона Люси из Кокермута, владела большим наследством баронского рода Люси, включавшим баронство с центром в замке Кокермут, а также поместье Лэнгли в Нортумберленде. В итоге граф Нортумберленд добился крупнейшего присоединения в истории своей семьи. Кроме того, при жизни жены Генри был крупнейшим землевладельцем в Камберленде.

### Отношения с Невиллами
Предполагаемое соперничество семей Перси и Невиллов в конце XIV века широко исследовалось в историографии, посвящённой Северной Англии. К этому периоду обе семьи добились доминирующего положения регионе. В историографии укоренилось мнение, что они были заклятыми врагами, но, как отмечает К. Тоусон, хотя их интересы в Северной Англии время от времени сталкивались, степень их соперничества до 1403 года существенно преувеличена.
Существуют свидетельства, что в XIV веке Перси и Невиллы активно сотрудничали в управлении Северной Англией. Обе семьи были связаны брачными узами: первой женой Джона Невилла, барона Невилла из Рэби, была Мод Перси, родная тётка графа Нортумберленда. Хотя, как указывает К. Тоусон, брак не гарантировал верность обязательствам, он свидетельствует о тесных связях между родами. В этот период Перси и Невиллы часто делили административные должности в шотландских марках, а также сотрудничали во множестве других поручений и назначений.
В конце XIV века появляется тенденция к возвышению Невиллов в шотландских марках за счёт Перси. К. Тоусон указывает, что этот процесс связан со стремлением некоторых сторон ограничить власть Перси. Началось это в начале-середине 1380-х годов. Историки предлагали разные объяснения происходящему: и страхом короны перед доминированием одной семьи в регионе, и возросшими амбициями Перси. Ряд исследователей считает, что возвышение Невиллов в первую очередь связано с конфликтом между графом Нортумберлендом и Джоном Гонтом 1381 года. Одним из результатов этого стало назначение 16 сентября 1381 года единоличным смотрителем Восточной Шотландской марки барона Невилла. Однако для графа Нортумберленда была создана должность смотрителя Средней Шотландской марки, состоящей в основном из земель Перси вокруг Алника и Уоркуэрта, что по мнению К. Тоусона, являлось признанием важности Перси для Северной Англии. 14 марта 1382 года барон Невилл был назначен вместе с Перси совместным смотрителем и Восточной, и Западной марки. 26 июня того же года, когда Гонт вновь был назначен королевским лейтенантом, Генри вновь пришлось ограничиться должностью хранителя Средней марки, но уже 25 июля 1383 года прежнее назначение было повторен. Назначение Невилла, по мнению К. Тоусона, связано как с его близостью к Гонту, так и с тем, что он был единственным магнатом, имеющим опыт работы с шотландцами, полученный во время совместной службы смотрителем марок с графом Нортумберлендом. К. Тоусон считает, что, вероятнее всего, Невилл просто воспользовался конфликтом Гонта и Перси, чтобы усилить свои позиции в регионе. При этом даже этого опыта было недостаточно, чтобы гарантировать признание авторитета барона в шотландских марках. Существуют свидетельства, что даже после того, как Гонт и Перси уладили свои разногласия, Невиллу было трудно навязать свою власть мелким чиновникам в регионе.
Несмотря на принесённые Перси извинения, отношения между бывшими союзниками продолжали оставаться напряжёнными. В апреле 1384 года после закончившегося перемирия с Шотландией Гонт предпринял неудачный поход в Шотландию. Вернувшись в Англию, он заключил с графом Нортумберлендом соглашение, по которому фактически была признана реальная территориальная власть Перси по обе стороны Пеннинских гор. Самому ему с 1 мая по 11 июня была фактически передана власть защитника Северной Англии. К этому времени власть Перси уже достаточно прочно укоренилась в Камберленде, поскольку наследство Люси уже находилось в процессе передачи его семье. Но при этом его власть в Шотландских марках не была полностью надёжной. Так в июле ему пришлось разделить её с Джоном Невиллом и Томасом Клиффордом, бароном де Клиффордом.
В феврале 1384 года шотландцы захватили замок Лохмабен в Дамфрисшире; вина за это в итоге была возложена на графа Нортумберленда, который считался старшим из смотрителем. Но при этом Перси и Невилл были заменены 1 февраля — ещё до потери замка. В восточной же марке граф Нортумберленд продолжал оставаться главным смотрителем, в этот период ему даже было позволено заключить личное перемирие с графом Дугласом.
В ноябре-декабре 1384 года Генри посетил парламент. Во время его отсутствия шотландцы подкупили оставленного графом заместителя и овладели городом. Узнав об этом, Гонт воспользовался затруднительным положением Перси и обвинил его в халатности. В результате 14 декабря было вынесено решение, по которому в случае, если граф не сможет вернуть город, всё его имущество перейдёт в распоряжение короля. Генри решил действовать незамедлительно. Чтобы избежать длительной осады, он заплатил шотландцам выкуп, после чего они ушли. В итоге 17 февраля 1385 года Перси получил королевское помилование. Когда в том же году в августе королевская армия предприняла поход в Шотландию, граф Нортумберленд возглавил арьергард.
В том же 1385 году Перси передал должность смотрителя Восточной марки своему сыну, Генри Хотспуру. Впрочем, вскоре эта должность была передана Джону Невиллу, который занимал её до самой смерти, которая последовала в 1388 году, после чего смотрителем вновь стал Хотспур.

## Положение во время самостоятельного правления Ричарда II

### 1385—1389 годы
В 1385 году король Ричард II, которому исполнилось 18 лет, стал править самостоятельно. Кроме того, в июле 1386 Джон Гонт покинул Англию, отправившись в Кастилию, чтобы завоевать королевство, на которое он имел претензии. В этот период политическая ситуация в Англии изменилась: на неё доминирующее влияние стала оказывать политика юного короля и амбиции его фаворитов. Для графа Нортумберленда же исчез источник личного антагонизма. В итоге он стал играть важную роль как в делах Севера, так и в национальной политике. При этом во время борьбы Ричарда II с лордами-апеллянтами в 1387—1388 годах Перси придерживался политики осторожности. Король послал его захватить графа Арундела, однако тот находился в замке Рейгейт, который был хорошо защищён, в результате чего граф Нортумберленд отступил. На более позднем этапе он принял на себя функции посредника, заверяя Ричарда II о лояльности герцога Глостера и других оппонентов короля, убеждая его выслушать их претензии.

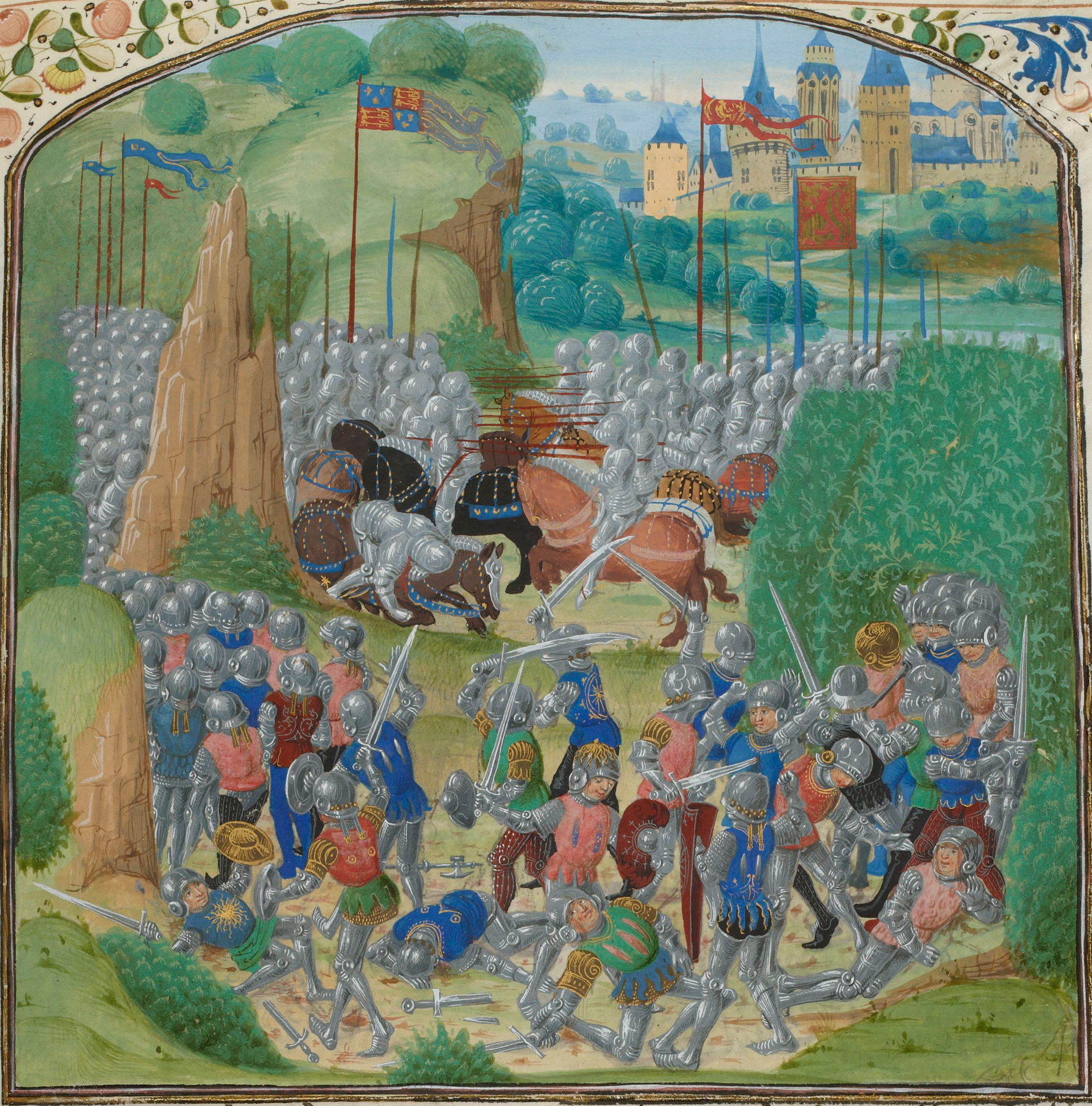
Битва при Оттерберне, в которой попали в плен двое сыновей графа Нортумберленда. Миниатюра их «Хроник» Фруассара

Против апеллянтов Перси не предпринимал никаких действий. Он сосредоточился на защите своих интересов на Севере, поскольку продолжающаяся война с Францией создавала там напряжённость. Летом 1388 года, осознавая угрозу шотландского вторжения, апеллянты назначили на 3 года смотрителем Восточной шотландской марки Генри Хотспура, сына Нортумберленда, приказав его отцу и семи другим североанглийским баронам оставаться в своих поместьях, обеспечивая защиту Северной Англии. В этот же период обострилась пограничная война между Перси и шотландским родом Дугласов. Её причиной стали претензии на замок Джедбург и леса Джедуорт: шотландский король Роберт I даровал их сэру Джеймсу Дугласу, но после того как шотландцы были в 1334 году разгромлены в битве при Халидон Хилле, эти земли оккупировали англичане и английский король Эдуард III передал данные замки деду графа Нортумберленда — Генри Перси, 2-му барону Перси. Но Дугласы отказались отказываться от права владеть этими землями. Джеймс Дуглас, 2-й граф Дуглас летом 1388 года предпринял набег в Северную Англию. Навстречу ему выступил отряд, который возглавлял Генри Хотспур, а его отец остался в Алнике, чтобы помешать шотландцам вернуться домой. Схватка между двумя отрядами состоялась около замка Оттеберн; хотя граф Дуглас погиб, англичане были разгромлены, а сам Хотспур и его брат Ральф попали в плен. Историк Энтони Так пишет, что это было «самое серьёзное поражение англичан от шотландцев со времён Эдуарда II». Несмотря на это оба замка остались под контролем Перси.
В следующем году начался упадок власти апеллянтов. В том же 1389 году вернулся из кастильского похода Джон Гонт, но он больше не угрожал положению Перси, поскольку по просьбе короля отказался от всякой вражды по отношению к графу Нортумберленду; кроме того, интересы Гонта переместились в Аквитанию. Кроме того, важным для Перси были изменения в политике английского правительства, связанные с провалом усилий апеллянтов, предпринятых против Франции. В итоге в этом же году было заключено перемирие как с Францией, так и с Шотландией. Однако одновременно установление мира на англо-шотландской границе снизило потребности Ричарда II, стремившегося утвердить свою личную власть в королевстве, в графе Нортумберленде.
1 июня 1389 года король назначил смотрителем Восточной шотландской марки Томаса Моубрея, графа Ноттингема, который не имел личных интересов в Северной Англии. Как отмечают Дж. Бин и К. Тоусон, существуют свидетельства того, что это назначение вызвало крайнее недовольство графа Нортумберленда. В итоге он даже отказался принимать участие во вторжении в Шотландию, которое предпринял граф Ноттингем. Вестминстерская хроника сообщает, что «граф Нортумберленд, предвидя, как могут обернуться дела для вторгнувшейся английской знати, осторожно удалился и присоединился к королю, в совете которого ему было отведено исключительное место». Хотя хронист главной причиной ссоры между северными лордами называет разногласия по поводу выплат, К. Таусон считает, что к неучастию во вторжении привело назначение графа Нортумберленда на должность смотрителя Восточной марки, которая приносила в 2 раза больше дохода, чем должность смотрителя Западной марки, а также нежелание подчиняться южанину. В итоге военная кампания оказалась неудачной и привела только к ухудшению ситуации на Севере Шотландцы, обладая превосходящими силами, не только смогли отбросить захватчиков, но и сами вторглись в Нортумберленд, добравшись до Тайнмута, неся разорение. Хотя шотландцев удалось заставить отсупить, позиции англичан на Севере ослабли.

### 1389—1399 годы
В 1389—1399 годах граф Нортумберленд отказался от своей давней политики сосредоточения на делах Севера, хотя и продолжал уделять им какое-то внимание. В этот период он стал принимать более деятельное участие в работе королевского совета; будучи одним из самых деятельных его членов, Перси проводил значительное время в Лондоне. К. Тоусон считает, что граф Нортумберленд пытался примирить короля с лордами-апеллянтами, искренне желая обеспечить мир в королевстве. Кроме того, Перси активно участвовал в разрешении различных споров, включая знаменитый судебный процесс между Скрупом и Гровенором 1389 года.
Когда в октябре 1389 года граф Ноттингем потребовал продлить своё назначение на 5 лет, Перси и северные лорды оказали ему противодействие в совете. Хотя предотвратить назначение не удалось, было заключено соглашение, согласно которому смотрителем Западной марки на 5 лет был назначен Генри Хотспур, а граф Нортумберленд на те же 5 лет был назначен капитаном Кале. Дж. Бин считает, что Ричард II, возможно, осознал, что для упрочнения своей власти ему следует считаться с амбициями Перси. По мнению К. Тоунсенда, хотя назначение графа Нортумберленда состоялось 1 ноября 1389 года, готовиться к этой должности он начал уже в июне. Историк считает, что именно из-за этого 6 июля 1389 года сборщикам субсидий и таможенных сборов в нескольких портах были даны приказы выплатить «Генри Перси» 2889 фунтов.
Летом 1389 года по настоянию Франции Шотландия была включена в соглашение о перемирии, заключённого с английским королевством. Во время всего последующего правления Ричарда II продлялось, что привело к относительной стабильности в регионе. Хотя иногда и случались трансграничные грабительские рейды, в целом обе стороны стремились к сохранению мира.
В 1389—1391 годах граф Нортумберленд и его сын, Генри Хотспур, отсутствовали в Шотландских марках. Служба Перси капитаном Кале пришлась на период, когда велись мирные переговоры с французами. 8 апреля 1390 года он вместе с епископом Даремским, Джоном Девере и ещё пятью дипломатами получил право заключать перемирие с Францией. Впоследствии их полномочия были расширены, чтобы позволить им договориться об окончательном мире с Францией и, возможно, её союзниками. В феврале следующего года граф Нортумберленд получил также право вести переговоры с графом Остерванта. Кроме дипломатических обязанностей, Перси участвовал в совершении правосудия. Так 13 марта 1390 года начальнику тюрьмы Флит было приказано доставить к капитану Кале заключенного, некоего Генри Уотербейлифа. При этом графу Нортумберленд было приказано поступить с заключенным «…в соответствии с инструкциями, переданными королем из уст в уста».
1 июня 1391 года, граф Нортумберленд поменялся должностями с графом Ноттингемом, получив назначение смотрителем Восточной шотландской марки на 5 лет; при этом его сын сохранил за собой должность смотрителя Западной шотландской марки. В итоге усилия Перси по установлению полного контроля за охраной англо-шотландской границы увенчались успехом.
В июне 1395 года Хотспура на должности смотрителя Западной шотландской марки сменил Джон Бомонт, 4-й барон Бомонт, а сам Хотспур получил назначение смотрителем Восточной шотландской марки вместо отца. В результате Перси контролировали обе марки только 4 года, причём в этот период Англия и Шотландия находились в состоянии перемирия. Бин считает, что, возможно, начиная с 1395 года граф Нортумберленд начал выражать недовольство политикой короля. Даже в тот период, когда оба Перси были смотрителями марок, Ричард II вёл переговоры с Шотландией об обеспечении более-менее постоянного мира между королевствами. В итоге когда в 1399 году король отправился в Ирландию, отец и сын были готовы восстать, если появится такая возможность.
К. Тоусон указывает, что череда назначаемых Ричардом II для управления Шотландскими марками фаворитов, не имевших реальных связей с Северной Англией, привела к серьёзным проблемам в управлении регионом. В итоге смотрители марок по обе стороны границы призывали короля Англии вернуть к управлению марками Перси. Так 11 июля 1399 года герцог Альбермарль, быший в это время смотрителем Западной марки, призывал Ричарда II восстановить Среднюю марку, назначив управлять ей графа Нортумберленда.
В конце 1390-х годов Ричард II в очередной раз вмешался в дела пограничья, результатом которого стало отстранения от управления Шотландскими марками тех людей, которые должны были служить опорой его власти в регионах — Перси и Невиллов. К. Тоусон считает, что подобные действия короля могли стать последней каплей, которые привели к поддержке графами Нортумберлендом и Уэстморлендом восстания Генри Болингброка.

## Приход к власти Генриха IV

### Конфликт Перси с Ричардом II
И хронисты, и современные историки едины во мнении о том, что Генри Перси сыграл одну из важнейших ролей в свержении Ричарда II. При этом спектр мнений о его мотивах разнится от обманутого Генрихом IV до Иуды. Даже Джон Хардинг, который из всех хронистов был наиболее лоялен к Перси, после того как в XV веке изменилась политическая ситуация, счёл необходимым изменить свою трактовку событий. Аналогично, в «Хронике Дьелакра» новый хронист заметил, что его предшественник «хвалил многое из того, что следовало подвергнуть критике, и критиковал многое из того, что следовало осудить» (прим: Хроника Дьелакра после восхождения на престол Генриха IV была отредактирована новым автором). В замке Алник сохранилось 2 версии XV века «Хроники Брута», в которой свержение Ричарда II и роль в ней Генри Перси была полностью проигнорирована.
Одной из трудностей, с которой столкнулись исследователи, является скудность информации о графе Нортумберленде в годы, непосредственно предшествовавшие 1399 году. Его биография в 1390-е годы задокументирована весьма скудно, а его появления в хрониках немногочислены. Историки традиционно считают, что Перси поддержал Генри Болингброка из-за смещения его с должности смотрителя Шотландских марок. Однако К. Тоусон отмечает, что отстранение было далеко не полным и граф Нортумберленд продолжал активно заниматься делами, связанными с Пограничьем. Сохранились сведения, что в 1396 и 1397 годах он получал от казначейства разные выплаты за поддержание перемирия с Шотландией. Историк считает, что граф, возможно, сознательно передал активную роль в Пограничье сыну, а сам продолжал выполнять лишь ограниченные консультативные функции. В итоге с июня 1391 и до конца правления Ричарда II управление Восточной шотландской маркой продолжало оставаться в руках семьи Перси, а за несколько месяцев до свержения короля они продолжали оставаться верными ему. Более того, Генри Хотспур в 1399 году, будучи хранителем Берика и смотрителем Восточной марки получил назначение на сумму 750518 фунтов, а сам граф Нортумберленд в мае был назначен главой исполнения королевской воли.
Фруассар пишет, что раскол между Перси и Ричардом II произошёл, когда король отбыл в Ирландию для подавления восстания. По сообщению хрониста, тогда ему донесли о жалобах на него со стороны графа Нортумберленда и Хотспура. В результате Ричард II отправил графу специальный приказ прибыть в Ирландию, однако тот отказался подчиниться, предпочя уехать из Лондона, где он в то время находился, в свои владения в Северной Англии. Но каких-то документальных свидетельств приведённой истории не существует, нет никаких записей о призыве Нортумберленда на службу в Ирландию. По мнению Дж. Бина, эта история, даже если она неточна, может отражать реальный конфликт, который произошёл между графом и королём в весну — начале лета 1399 года. При этом в предыдущие 2 года не было никаких признаков открытой враждебности: Нортумберленд не возражал против расправы Ричарда II с лордами-апеллянтами, осуществлённую в сентябре 1397 года, а на парламенте в Шрусбери в феврале 1398 года был назначен членом комитета для рассмотрения оставшихся дел.
Некоторые исследователи полагают, что одной из причин конфликта могло стать беспокойство Перси из-за того, что корона способствовала увеличению в регионе власти Невиллов. В сентябре 1397 года Ральф Невилл из Рэби получил титул графа Уэстморленда, а 7 октября 1398 года тот получил вместе с женой Пенрит и другие земли в Камберленде. Невиллы начиная с первых годов правления Эдуарда III играли важную роль в охране англо-шотландской границы, часто вместе с Перси. При этом первая жена графа Нортумберленда была тёткой графа Уэстморленда. Дж. Бин считает маловероятным, что Перси считал Невилла настолько серьёзной угрозой своего положения, чтобы решиться из-за этого на открытый конфликт с короной. Тем не менее, когда графу Нортумберленду представилась возможность восстать против Ричарда II, он ей воспользовался.
Хотя передача поместья Пенрит в Камберленде Ральфу Невиллу должна была разозлить графа Нортумберленда, ибо не только увеличивала влияние Невиллов в Северо-Западной Англии, но и могло рассматриваться как пренебрежение интересами Перси, который ранее владел этим поместьем, есть свидетельства, что он за несколько месяцев до высадки Болингброка в Англии Перси находился в хороших отношениях с королём, поэтому, по мнению историка, причины присоединения к восстанию нужно искать в другом.
Ричард Ломас в своей работе «A power in the land» высказал предположение, что графа Нортумберленда вовлекли в заговор, который привёл к свержению Ричарда II, обманом. Однако, как отмечает историк С. Игнатьев, тот же Ломас указывает, что все представители знати, участвовавшие в свержении короля, были «чрезвычайно амбициозными и малощепетильными людьми, прекрасно понимавшими весь риск предприятия, неудача в котором может закончится их смертью». Дж. Бин считает, что главным мотивом, который побудил графа Нортумберленда присоединиться к восстанию против короля, заключался в политике, которую Ричард II проводил в Северной Англии, а также стремление к миру с Шотландией. Король стремился утвердить свою власть на Севере, назначая смотрителями марок придворных, не имевших территориальных интересов в регионе. После заключения в 1396 году длительного перемирия с Францией Ричард II инициировал мирные переговоры с Шотландией, к ведению которых отец и сын Перси не привлекались. В итоге в планируемом королём будущем не находилось места территориальных амбиций, которые были неотъемлемой частью интересов и традиций рода Перси.

### Низложение Ричарда II
В июле 1399 года в Йоркшире, где у него было немало сторонников из числа северных баронов, высадился Генри Болингброк (будущий король Генрих IV) — изгнанный Ричардом II из Англии и лишённый наследства сын умершего Джона Гонта. Отсутствие короля в Англии облегчило ему без каких-то препятствий со стороны официальных властей занять один своих из йоркширских замков. Там к нему начали присоединяться недовольные королём представители северной знати, из которых одними из первых оказались граф Нортумберленд и его сын Генри Хотспур. В скором времени Болингброк начал вооружённый мятеж против Ричарда II; при этом местные власти также склонялись к тому, чтобы поддержать восстание.
Хронисты едины во мнении, что в свержении Ричарда II граф Нортумберленд сыграл важную роль. По мнению К. Тоусона, те награды, которые он в итоге получил от Генриха IV, показывает, что он был «единственным величайшим соратником» во время марша по Англии. Документально подтверждены несколько основных фактов об участии Перси в свержении короля: он был одним из первых представителей знати, присоединившимся к Болингброку; он встречался с Ричардом II в замке замке Конуи, а затем доставил его к Генриху; кроме того, он вместе с некоторыми другими представителями знати встречался с пленным королём в Тауэре незадолго до его отречения. При этом хронисты расходятся во мнении по поводу фактической роли Перси, которую тот сыграл в этих событиях.
Дж. Бин отмечает, что активная поддержка Болингброка Перси серьёзно способствовала его успешному продвижению по Англии и захвату Ричарда II. Сам Нортумберленд командовал войсками, а его сын подавил сопротивление в Чешире. Перси, по мнению исследователей, участвовали в выпуске актов, в которых Болингброк выступал как фактический правитель королевства. Одним из таких актов, скреплённых печатью герцога Ланкастера, датированным 2 августа, граф Нортумберленд был назначен смотрителем Западной шотландской марки, в результате чего Перси восстанавливали утраченный контроль по охране всей англо-шотландской границы.
Одним из самых обсуждаемых среди историков вопросов, касающихся роли Перси в свержении Ричарда II, является его отношение к клятвам, якобы принесённым Болингброком после высадки в Англии. Как отмечает Дж. Бин, трудно добиться уверенности в действиях Перси и его мотивах, что частично кроется в противоречивости повествования источников, а также в сложности обнаружения истинности заявлений, которые граф Нортумберленд и его брат Томас Перси, граф Вустер, делали во время восстания 1403 года. Там они по сути осуждали Генриха IV как узурпатора, прибегнувшего к лжесвидетельству. Вскоре после высадки в июле 1399 года Генри Болингброк поклялся в Донкастере о том, что будет добиваться лишь возвращения своего наследства — герцогства Ланкастер и поместий Богунов, доставшихся ему посредством брака. При этом исследователи высказывают сомнения, что такой эпизод действительно имел место. Так Джон Хардинг приводит манифест Перси 1403 года только во второй (йоркистской) версии своей хроники, а в её первой (ланкастерской) версии этот эпизод отсутствует. Возможно, что истоки этой истории лежат в пропаганде Перси. Другой источник, который сообщает о ней, «Хроника Дьелакра», отличается в деталях и в качестве места присяги называет Бридлингтон. Несмотря на некоторые противоречия в её сообщении, как отмечает К. Тоусон, эта хроника никак не зависила от Перси, поэтому к известию о том, что клятва была принесена, причём в присутствии графа Нортумберленда, можно отнестись с доверием.
Даже если такая клятва действительно имела место, по мнению Бина, Перси, как и другой ведущий сторонник Болингброка граф Уэстморленд, не могли играть столь важную роль в событиях, которые привели к смене короля, без тщательной оценки намерений претендента. Хотя ряд историков считали, что ни Болингброк, ни Перси изначально не испытывали намерения свергать короля, эта точка зрения, по мнению К. Тоусона, игнорирует причину, которая побудило многих поддержать Генриха — мстительность короля. Современное мнение о Ричарде II излагает Томас Уолсингем, утверждая, что многие присоединившиеся к восстанию лорды «опасались хитрости и обмана короля». Тот уже продемонстрировал в 1397 году расправой с лодами-апеллянтами, как может мстить, поэтому граф Нортумберленд мог оценить намерения будущего Генриха IV свергнуть Ричарда II как вполне вероятные. Вооружённый мятеж против короля являлся актом предательства, поддержка мятежа являлась изменой. И мятежники должны были понимать, что им придётся сражаться или до собственной гибели, или до гибели короля. Оценку характера Ричарда II подтверждает и французский хронист Жан Кретон, оставивший «Книгу пленения и смерти короля Ричарда II», который приводит, что после рассмотрения ультиматума Болингброка в замке Конуэй король после того, как решил, что у него нет другого выбора, как принять требования, заверил своих сторонников: 

Какие бы заверения я ни дал ему, он будет за это сурово приговорён к горькой смерти за оскорбление и вред, который он нам нанёс
 Тоусон считает, что и Перси должен был прекрасно знать о мстительности Ричарда II, ибо именно он в течение нескольких лет безуспешно пытался примирить его с апеллянтами, поэтому изначально не намеревался сохранять верность королю, хотя Хардинг и указывает, что сами Перси не планировали свергать короля и лишь позже обманом были вынуждены поддержать Болингброка. Историк считает, что принесённая клятва должна была убедить население в том, что Генриха IV тогда не имел никаких планов на трон. Когда Перси принял должность смотрителя Западной шотландской марки по распоряжению Болингброка, что являлось королевской прерогативой, он сотрудничал с ним. Хотя претендент на корону и выступал в роли управляющего королевством, не существовало каких-то чрезвычайных ситуаций, которые бы требовали немедленной защиты англо-шотландской границы.
После того как Ричард II вернулся в Англию из Ирландии, оставшиеся верными к нему войска уже ничего не могли противопоставить мятежникам, численность отрядов которых составляла 30 тысяч. В итоге король укрылся в замке Конуи. Именно туда граф Нортумберленд отправился в качестве посланника Болингброка, оказав ему самую важную услугу. По мнению современных историков, самым надёжным источником, описывающим эту встречу, является отчёт французского хрониста Жана Кретона. Хотя тот сам не присутствовал на встрече, хронист получил сведения о ней от Джона Монтегю, графа Солсбери, который был её свидетелем. Сведения других хронистов либо основаны на ненадёжных источниках, либо содержат лишь краткое упоминание о встрече.

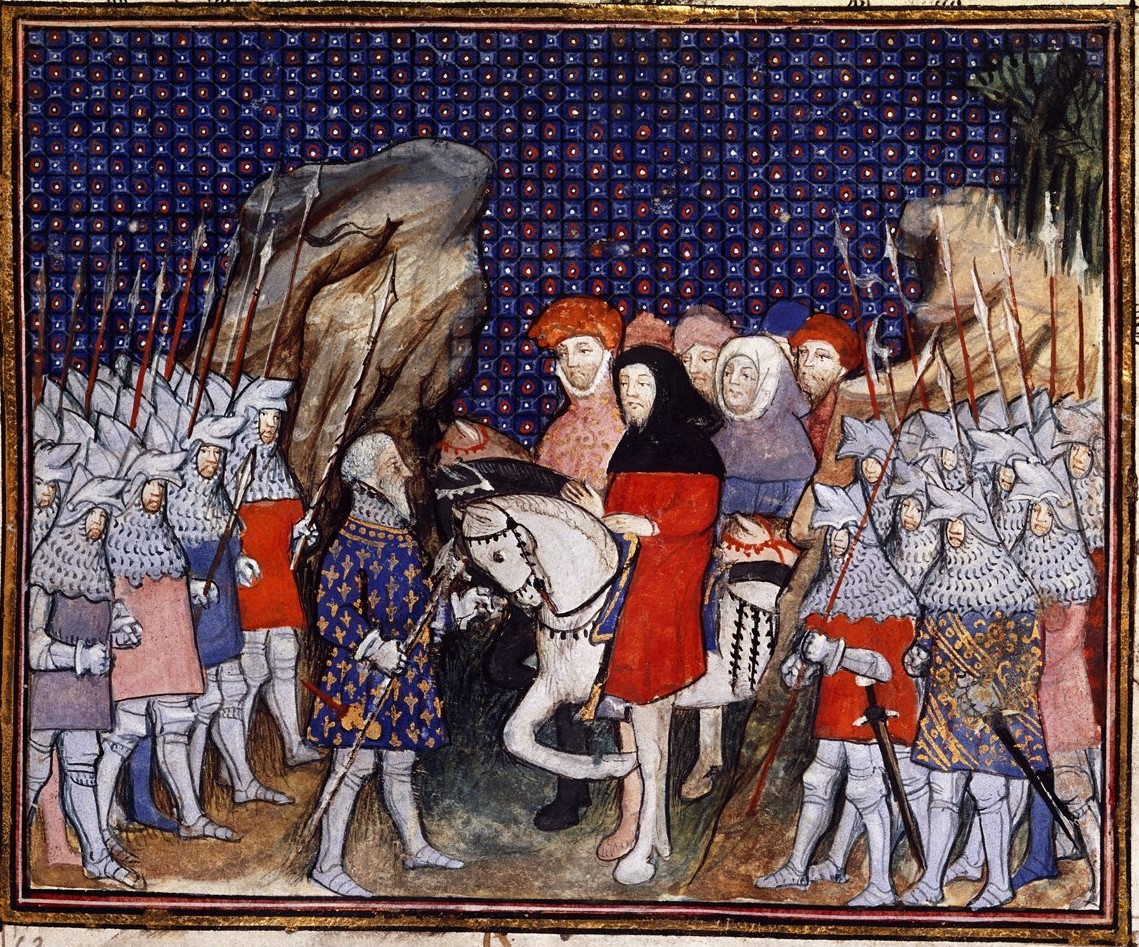
Граф Нортумберленд встречает Ричарда II около Конуи и предлагает отказаться от короны. Миниатюра из «Книги пленения и смерти короля Ричарда II» Жана Кретона, 1401—1405 годы

Выбор графа Нортумберленда в качестве посланника от Болингброка, по мнению К. Тоусона, является свидетельством ведущей роли, которую тот играл в восстании. При этом у Ричарда II не было каких-то причин не доверять Перси, который был одновременно самым уважаемым и самым высокопоставленным из сторонников Генриха, который одновременно не в последнее время не вызывал гнев у короля. По мнению Тоусона, именно вера в надёжность Перси позволила ему беспрепятственно войти в Конуи.
Кретон указывает, что граф Нортумберленд был послан Болингброком с инструкциями захватить короля «перемирием или силой». Двигаясь из Честера, Перси по пути захватил замки Флинт и Рудлан. В Конуи он прибыл, вероятно, 11 августа с небольшой свитой. Большую часть своих людей он разместил в нескольких милях от замка. Получив охранную грамоту, он вошёл в замок и встретился с королём, передав ему послание Генриха. Он сообщил, что Болингброк сожалеет о том, что произошло, и не желает ничего другого, кроме того, на что он имеет право. Королю было приказано явиться в парламент, где будет заседать герцог Ланкастер в качестве «главного судьи» Англии; сам Ричард II будет там присутствовать как король, а пять его сторонников (герцоги Суррей и Эксетер, граф Солсбери, епископ Карлайла и Модлейн)) должны держать перед парламентом ответ на выдвинутое против них обвинение о том, что они дали совет убить герцога Глостера. Кроме того, Перси заверил Ричарда II в том, что тот сохранит принадлежащее ему королевское имущество. В заключении граф настаивал на том, что Болингброк не собирался захватывать трон и предстанет перед королём, смиренно прося о прощении. При этом он готов был поклясться, что Генрих сдержит своё обещание. Ричард II счёл условия неприемлимыми. Но при том положении, в котором он находился, отказать возможности не было. При этом, согласно сообщению Кретона, Ричард II принял от Нортумберленда присягу на верность.
Позже Перси оправдывался, что принёс клятву, поскольку слышал, как Болингброк сам клялся, что не стремится к трону. Однако при этом именно она заставила доверявшего графу Ричарда II поверить ему. Французский хронист, автор «Chronique de la traïson et mort de Richart II. Roy d’Angleterre» писал, что лжесвидетельство Перси в Конуи сделало его «лжеграфом», которого «можно сравнить с Иудой и Ганелоном». Хотя этот хронист и не являлся свидетелем событий, его осуждение носило ещё и огромное разочарование в графе, поскольку король доверял тому из-за репутации честного посредника.
После некоторых колебаний Ричард II согласился покинуть замок 14 августа. Граф Нортумберленд следовал впереди короля. Вскоре они добрались до оставленных Перси людей. Согласно Кретону, Ричард II, хотя и был разгневан тем, что ему навязали такой эскорт, и грозил вернуться обратно в Конуи, он был вынужден его принять. И, как отмечает Дж. Бин, граф Нортумберленд от имени Болингброка явно планировал лишить Ричарда II свободы. Перси сопроводил короля сначала в Рудлан, затем в Флинт, где и передал его Болингброку. Из Флинта Ричарда II быстро доставили в Лондон, разместив в Тауэре.
Указанный эпизод и причастность к нему графа Нортумберленда подготовили почву для смещения Ричарда II с престола. При этом нет достоверных сведений в том, как Перси участвовал в дальнейших событиях. Согласно ранней версии хроники Хардинга, а также манифесту Перси 1403 года граф Нортумберленд настаивал на правах на престол юного Эдмунда Мортимера, графа Марча, который по правилу первородства был наследником Ричарда II. При этом подобное было в интересах Перси, поскольку его наследник Генри Хотспур был женат на Элизабет Мортимер, родной тётке юного графа, что давало ему возможность в случае вступления мальчика на престол рассчитывать, хотя бы на первое время, в доминировании в королевских делах. Возможно, что после принятия решения о смещении Ричарда II претензии на престол графа Марча каким-то образом обсуждались. В проповеди, которую после вступления на престол Генриха IV произнёс Томас Арундел, архиепископ Кентерберийский, упоминается об опасностях, с которыми может столкнуться королевство, которым правит ребёнок. Этот факт, а также возможные дискуссии, которые могли вестись по этому вопросу, по мнению Дж. Бина придают некоторую правдоподобность сведений из манифеста Перси. Однако поведение графа Нортумберленда в период с июля по сентябрь 1399 года никак не указывает, что он желает поддержать претензии графа Марча. К. Тоусон называет сведения Хардинга «невероятными», поскольку никакие другие источники, включая «Chronique de la traïson et mort de Richart II. Roy d’Angleterre» — самую язвительную из антиланкастерских хроник, не упоминают о каких-то попытках Перси предъявить претензии Мортимара. Наоборот, он открыто выступал как сторонник Генриха IV. В частности, Перси был одним из двух графов, которые участвовали в делегации, посланной в лондонский Тауэр, чтобы принять отречение Ричарда II в рамках процедуры об отстранения его от престола.
Ричард II отрёкся 29 сентября. В дальнейшем граф Нортумберленд продолжал играть значительную роль в парламенте при обсуждении отречения в парламенте, а также в коронации нового короля. Именно Перси обращался к светским лордам, согласны ли они, чтобы Генрих стал королём. Он же был председателем во время обсуждения лордами того, что делать с бывшим королём. Во время коронации Генриха IV граф стоял рядом с новым королём, неся меч Ланкастеров, который носил Болингброк, высадившийся в Йоркшире тремя месяцами ранее. Как отмечает К. Тоусон, это были действия человека, который выступал за свержение Ричарда II и коронацию Генрриха IV. По мнению историка, утверждения Хардинга о том, что граф Нортумберленд и Генри Хотспур якобы по совету Болингброка отправили свои войска из Лондона домой, поэтому не могли противостоять узурпации, не заслуживают довериия: по отчётам казначейства они получали жалование для своих войск до октябрьского парламента, к моменту заседания которого Генрих IV уже был коронован.

## Советник Генриха IV
После прихода к власти Генриха IV последовал ряд королевских пожалований и назначений, которые существенно упрочили положение графа Нортумберленда в королевстве. Дж. Бин указывает, что 

Революцию 1399 года можно рассматривать как дальнейший этап территориального и политического продвижения семьи Перси.
 С ним согласен и К. Тоусон, который указывает, что ключом к пониманию, зачем Перси поддерживал Генриха IV, являются те награды, которые он получил в первые месяцы после коронации нового короля.
Уже 30 сентября Перси получил пожизненную должность констебля Англии — высшей военной должности в королевстве. Его положение в Северной Англии было признано новым назначением на должность смотрителя Западной шотландской марки, его сын Хотспур сохранил должность смотрителя Восточной шотландской марки; при этом оба назначения были сделаны на 10 лет. Самым важным пожалованием было дарование 19 октября графу и его наследникам управление островом Мэн. Получили награды и другие представители рода Перси: Хотстпур помимо надзора за Восточной маркой получил ряд должностей в Северном Уэльсе, включая должность судьи Честера; Томас Перси, граф Вустер, стал пожизненным адмиралом Англии. В итоге Перси стали доминировать в военном и морском руководстве Англии. Кроме того, влияния рода теперь распространилось ещё на 2 области — Уэльс и Чешир. При этом были признаны брачные связи рода с Мортимерами: 17 ноября была установлена опека над владениями графа Марча, большая часть которых была передана 4 лицам. Среди них были граф Нортумберленд, получивший около 2/3 земель юного графа, и его сын, а 1 октября 1401 года все владения были переданы ему одному. В результате сильно увеличилось влияние Перси в Уэльсе. Все эти пожалования привели к тому, что семья Перси кроме доминирования в Шотландских марках расширила своё влияние на Ирландское море и контролировали огромные владения Мортимеров, одновременно пожизненно занимая одну из важнейших придворных должностей. В итоге участие в свержении Ричарда II позволило графу Нортумберленду извлечь огрмоную выгоду.
Особенно позиции Перси укрепились в Северной Англии. В этот период семья владела там минимум пятью замками в Нортумберленде, восемью в Йоркшире и шестью в Камберленде. Полный титул Генри Перси звучал так: «Могущественный лорд Генри Перси, граф Нортумберленд, лорд Кокермаут и Петуорт, барон Перси, Поингс, Фиц-Пэйн и Брайан, хранитель Восточных и Средних марок Англии на шотландской границе и кавалер ордена Подвязки».
Доминирующее положение графа Нортумберленда в делах королевства сохранялось в течение первых 3 лет правления нового короля. Он был ведущим членом королевского совета и играл не менее важную роль в разных публичных дипломатических мероприятиях; например, Генри Перси был начальником объединённой администрации, отвечавшей за организацию бракосочетания королевской дочери с сыном римского короля. Его брат, граф Вустор, также входил в состав расширенного королевского совета; кроме того, вновь занял должность управляющего королевского двора, которую ранее занимал при Ричарде II. Во время созванного в 1401 году парламента Палата общин считала графа Нортумберленда своим союзником в борьбе за ограничение королевских расходов.
Шотландцы, пользуясь отсутствием смотрителя марок, в конце 1399 — начале 1400 годов совершили, согласно «Хронике» Уолсингема, 5 рейдов в Северную Англию. Участившиеся набеги в феврале 1400 года стали предметом обсуждения на заседании королевского совета. При этом короля больше волновали не рейды, а возможность присоединения Шотландии, для чего по его распоряжению было составлено юридическое обоснование прав Англии на сюзеренитет над северным соседом. В июле Генрих IV потребовал от короля Шотландии Роберта III принести ему оммаж за своё королевство. Одним из инструментов воздействия англичан на северного соседа стал конфликт между двумя шотландскими родами — Данбарами и Дугласами, в результате которого Джордж Данбар, граф Данбар и Марч перебрался в Англию, где в марте 1400 года заключил договор со злейшим врагом Дугласов — графом Нортумберлендом. В итоге в конце марта отряд, который возглавляли сыновья Нортумберленда и Данбара, совершил рейд в Шотландию на владения Дугласов. В августе английская армия выступила уже в полноценный поход в Шотландию, захватила Эдинбург, но этим её успехи и ограничились. Из-за отсутствия провизии англичане были вынуждены оставить город и вернуться домой. В этот период в Уэльсе вспыхнуло восстание Оуайна Глиндура; не желая воевать на 2 фронта, Генрих IV подписал в ноябре перемирие с Шотландией, которое позже было продлено до конца декабря 1401 года.
Однако напряжённость между графом Нортумберлендом и королём постепенно росла. Дж. Бин отмечает, что Ральф Невилл, граф Уэстморленд, который также принимал активное участие в возведении Генриха IV на престол, мог чувствовать себя недостаточно вознаграждённым по сравнению с Перси. При этом он был женат на Джоанне Бофорт, единокровной дочери короля, родные братья которой стремились получить свои роли в королевском правительстве. В то же время, когда самые насущные вопросы, связанные с узурпацией власти, были решены, Генрих IV должен был всё больше полагаться на как на новых дворян, так и на тех дворян, которые служили его отцу. Первоначально новое правительство испытывало финансовые трудности, что сдерживало приход к власти новой придворной фракции.
Позже произошёл ряд событий, которые привели к конфликту между Генрихом IV и графом Нортумберлендом. Как считает Дж. Бин, первое из них произошло в марте 1402 года, когда король назначил вместо Генри Хотспура на должность капитана замка Роксборо графа Уэстморленда, что лишило Перси полного контроля над англо-шотландской границей. Однако общей причиной зреющего недовольства было растущее осознание представителей рода Перси того, что они всё больше отодвигаются от центральной власти. Его они выражали в форме жалоб на неспособность короны обеспечить адекватное финансирование обязанностей, которые Перси выполняли от её имени. Граф Нортумберленд и его сын отправили королю серию писем, первое известное из которых датировано маем 1401 года. Два письма, написанные самим графом, датированы 30 маем и 26 июнем 1403 года. В них отец и сын жалуются на бесчестье, нанесённое королевству и самим Перси из-за нежелания короля удовлетворять их финансовые потребности. Граф опровергает слухи, что они с сыном получили от короны 60 тысяч фунтов после восшествия Генриха IV на престол, заявляя, что им всё ещё причитается 20 тысяч фунтов. Дж. Бин на основании анализа списков выдачи и поступления казначейства считает, что с точки зрения финансового положения короны Перси отнюдь не подвергались жестокому обращению; хотя они могли испытывать некоторые финансовые затруднения при выполнении своих обязанностей, это был обычный риск, связанный с принятием должностей, которые взамен давали серьёзные преимущества в плане покровительства и территориального влияния. Историк отмечает, что о финансовых спорах между Нортумберлендом и короной, несомненно, стало известно и за пределами правительства. Один из хронистов, описывая противостояние короля и Перси, указывает, что когда граф потребовал денег на защиту Шотландских марок, король сердито ответил: «У меня нет золота, и у вас не будет золота!». Бин указывает, что в результате этих финансовых споров отец и сын Перси, несомненно, чувствовали необходимость в особом отношении, отчасти, из-за того, что их влияние на дела королевства уменьшалось.
Существовали и другие причины для разногласий. Перси были недовольны королевской политикой в Уэльсе, считая, что нужно договариваться с Оуайном Глиндуром. Дж. Бин считает, что причиной этого, вероятно, было убеждение, что ресурсы, отвлекаемые на войну в Уэльсе, лучше выделить на войну на Севере. Другой более личный спор произошёл, когда валлийские мятежники захватили в плен шурина Генри Хотспура — сэра Эдмунда Мортимера: когда Перси захотели договориться об его выкупе, король запретил это делать, обвинив того в измене.
В 1401 году возобновились взаимные набеги в англо-шотландском пограничье. Сыновья графов Нортумберленда и Данбара в начале февраля и начале марта предприняли 2 набега на владения Дугласов. Шотландцы отвечали своими набегами. В результате ситуация на границе накалилась. 22 июня 1402 года отряд находившегося на английской службе Джорджа Данбара разбил шотландцев, которых возглавлял сэр Патрик Хёпберн из Хейлза, в битве при Несбит Мьюир (Южный Лоуленд); в результате погибло 240 шотландцев, включая их командира. Чтобы «отомстить англичанам» за Несбит Мьюир, шотландские лорды в сентябре решили предпринять крупномасштабный рейд в Северную Англию. Возглавлял шотландцев Арчибальд Дуглас, 4-й граф Дуглас; кроме него, к отряду присоединились представители почти всех знатных шотландских родов, включая более сотни баронов, а также около 50 французских рыцарей. Как отмечает С. Игнатьев, этот поход был, вероятно, скоординирован с действиями союзников: ещё летом в Уэльс на помощь Глиндуру прибыл французский отряд, который возглавлял Жак де Бурбон, граф де ла Марш. Шотландский хронист Уолтер Боуэр указывает, что численность отправившейся в поход армии составляла 40 тысяч человек, хотя С. Игнатьев считает эту цифру преувеличенной; по его мнению, вряд ли её численность превышала 7—10 тысяч. Чтобы отразить вторжение, графы Нортумберленд и Данбар собрали армию из 12 тысяч копейщиков и 7 тысяч лучников, ещё тысяча человек следовала в обозе. Вторгшиеся шотландцы прошли по Северной Англии, не встретив особого сопротивления, после чего решили вернуться домой. На обратном пути же они им около Хомилдон-Хилле преградила дорогу английская армия, которую возглавляли Генри Хотспур, Джордж Данбар, сэр Ральф д’Эврё и барон Ральф Грейсток. В завязавшейся 14 сентября битве шотландцы были разгромлены, их потери были внушительными. Около 80 лордов попали в плен; среди них были почти все шотландские полководцы, включая графа Дугласа, и 30 французских рыцарей. Англичане же потеряли всего 10 рыцарей.
Именно из-за взятых в плен шотландцев случился тяжёлый спор между королём и Перси. Их разместили в городах Северной Англии. Генрих IV потребовал отправить пленных шотландских баронов в Лондон, на что граф Нортумберленд ответил: «они пленники графа, а не короля». В итоге король запретил Перси брать выкуп за пленников, что те сочли вопиющим посягательством на свои интересы. В итоге граф Нортумберленд сдался и отослал своих пленников, но его сын, Генри Хотспур, в числе пленников у которого был и граф Дуглас, отказался выполнять королевские требования.

## В оппозиции

### Восстание Перси
Согласно финансовым отчётам казначейства, король предпринял все усилия, чтобы поздней осенью и зимой 1402—1403 года удовлетворить финансовые потребности графа Нортумберленда и его сына. 2 марта 1403 года графу и его наследникам была предоставлена огромная территория в Южной Шотландии, на которую претендовала корона, что являлось признанием господства Перси в англо-шотландском пограничье. Английский хронист Томас Уолсингем, отражавший официальную позицию, сообщает, что Генрих IV сделал всё, чтобы предотвратить надвигающийся конфликт с Перси. Он даже сам выкупил сэра Эдмунда Мортимера из плена у Глиндура. Но, по его словам, Хотспур и поддержавший его дядя, граф Вустер, отказались отправиться на переговоры с королём, хотя им была обещана неприкосновенность. В итоге «Перси отверг требования короны и выступил к Шрусбери, надеясь получить помощь от Глэндоуэра [Оуайна Глиндура] и Эдмунда Мортимера».
Хронист Жан де Ваврен утверждал, что Перси видя, с какой лёгкостью можно свергнуть короля, сами решили взойти на трон. Р. Ломас указывает, что «конфликт между семьёй Перси и Генрихом IV больше всё же был делом именно Хотспера, а не его отца». Историк предположил, что целью сына графа Нортумберленда была защита «интересов своего сына и юного Мортимера», для чего он намеревался «оспорить легитимность прав короля Генриха IV на корону». Кроме того, по его мнению, Перси на самом деле ради удовлетворения своих амбиции желали также расширить свои владения за счёт Шотландии, но для этого им была необходима поддержка английского короля, который «не желал им помогать». С. Игнатьев считает подобное утверждение достаточно спорным, указывая, что в начале 1400-х годов и граф Нортумберленд, и его сын переключились с традиционной политики семьи, ориентированной на англо-шотландское пограничье, став больше уделять внимание придворным делам, поэтому целью восстания было именно свержение Генриха IV.
Как отмечает С. Игнатьев, у отца и сына Перси не было единой политики и согласованности действий, поскольку ими двигали разные мотивы. По его мнению, Генри Хотспер стремился завоевать английскую корону если не для себя, то хотя бы для своего сына. В то же время графа Нортумберленда не устраивали три обстоятельства: во-первых, он не занимал при дворе статуса, соответствующего его положению на Севере; во-вторых, его не удовлетворяла награда, которую он получил за помощь в возведении Генриха IV на трон в 1399 году; кроме того, граф желал получить широкую политическую автономию Северной Англии от Лондона, поскольку во всех восстаниях начала XV века, в которых Перси принимали участие, всегда особым пунктом высказывалось именно это требование. При этом историк считает, что вопрос, касающийся признания легитимности получения короны Генрихом IV являлся лишь формальным поводом для начала восстания в 1403 году; в случае победы Перси могли рассчитывать как минимум на управления Англией в качестве регентов вплоть до совершеннолетия Эдмунда Мортимера, графа Марча.

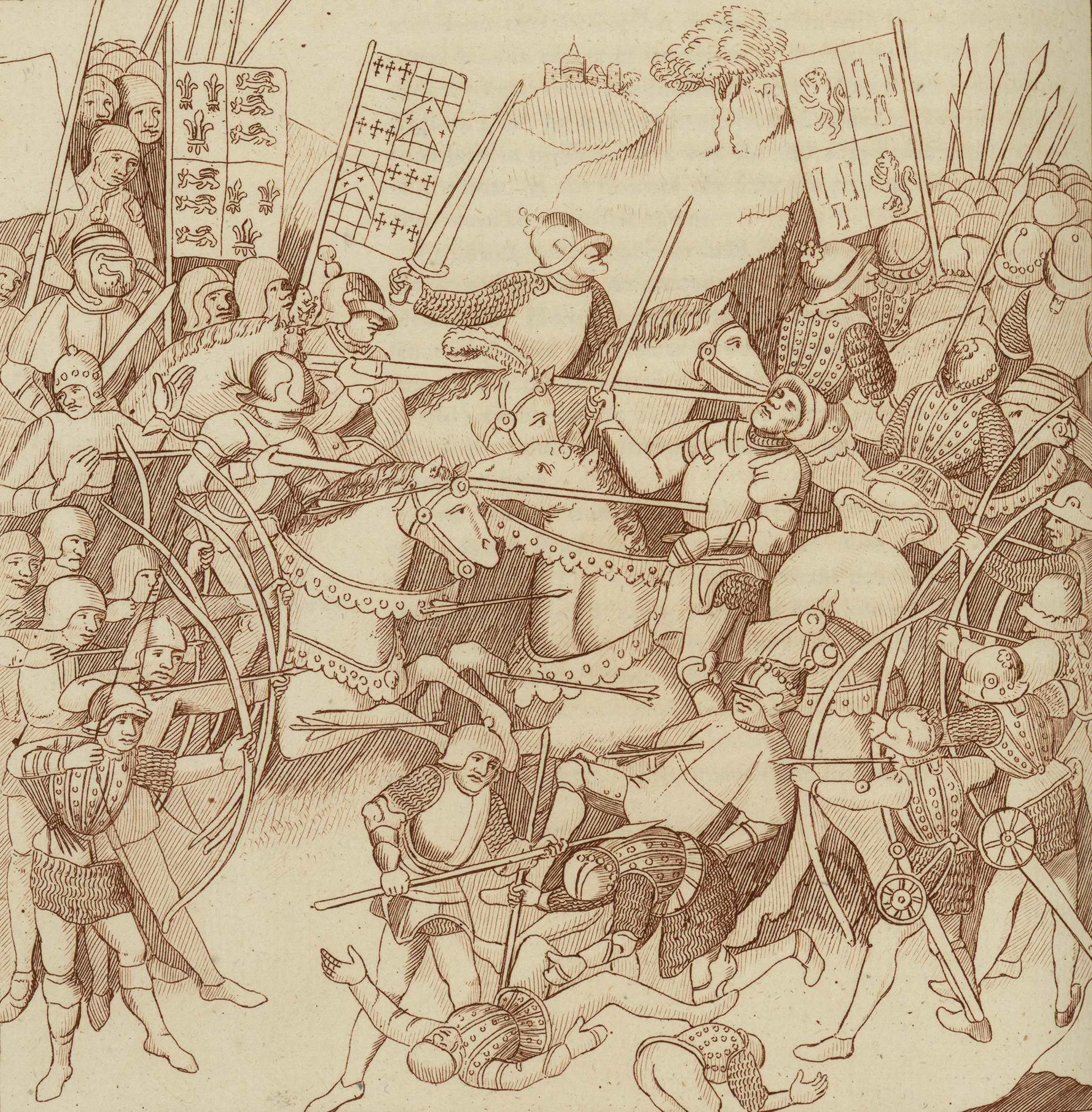
Битва при Шрусбери. Рисунок по мотивам средневековой миниатюры из работы Томаса Пеннанта «Путешествия по Уэльсу», 1778 год

Открытое восстание против короля началось в июле 1403 года. Генри Хотстпур ещё ранее, в начале июня, выпустил в Честере манифест, в котором обвинил короля в «предательстве и вероломстве по отношению к Ричарду II», заявив, что Генрих IV обманным путём лишил законных прав на трон юного Эдмунда Мортимера. Кроме того, он распространил воззвание от имени якобы «спасшегося и прибывающего в Шотландии» Ричарда II. По мнению Дж. Бина, Хотспур находился в сговоре с либером валлийцев Оуайном Глиндуром и планировал восстание ещё осенью 1402 года, но отложил его из-за зимы, а в марте 1403 года его планы, возможно, расстроило королевское пожалование владений Перси, которое вынудило приложить дополнительные усилия для отстаивания новых прав. Кроме валлийцев, Хотспур заключил союз с пленными шотландскими лордами: хотя Перси традиционно враждовали с Дугласами, сейчас им оказалось выгодно объединиться, поскольку шотландцы получали свободу и возможность поквитаться с англичанами.
21 июля 1403 года армия мятежников, которую возглавляли Генри Хотстпур, его дядя, граф Вустер, и граф Дуглас, командовавший шотландцами, были разбиты Генрихом IV в битве при Шрусбери. При этом наследник графа Нортумберленда погиб в битве, а брат попал в плен и через 2 дня был казнён. Граф Дуглас и другие шотландцы также попали в плет и были сопровождены в Лондон.
Сам граф Нортумберленд в битве не участвовал, хотя историки не сомневаются, что он был полноправным участником мятежа. Хронист Хардинг, который сам был свидетелем битвы, указывает, что старший Перси был заговорщиком и собирал войска, с которыми начал двигаться на юг. Дж. Бин считает, что Хотспур слишком поторопился выступить в сторону Шрусбери, поэтому граф Нортумберленд не успел присоединиться к сыну, либо он задержался из-за угрозы вторжения шотландцев. Когда же его армия всё же двинулась на юг, дорогу ему преградил граф Уэстморленд; в тот момент он ещё не знал о гибели сына.
Узнав о разгроме восстания, граф Нортумберленд оказался в полной изоляции и вернулся в свои владения. Пробыв какое-то время в замке Уоркуэрт, он поехал на юг и 8 августа сдался королю в Йорке. По сообщению Томаса Уолсингема, «король лишил графа Нортумберленда должностей и званий на пограничье за его бездействие во время мятежа», после чего того отправили под домашний арест в замок Уоркуэрт. Другой хронист, Капгрейв, немного иначе сообщает о судьбе Перси: «мятежного графа заключили под стражу и по решению парламента лишили всех прав состояния».
Первоначально граф оказался в заключении в замке Багинтон. При этом ему пришлось согласиться на то, что король разместит гарнизон в замках Алник, Уоркуэрт, Прадо и Лэнгли. При этом констебли замков отказались передать свои посты присланным Генрихом IV назначенцам, мотивируя это тем, что они получили свои должности пожизненно, в результате чего в октябре граф был вынужден отдать своим людям приказ ставить свои посты. Однако уже 13 января 1404 года замки вновь контролировались его людьми.
Как указывает Дж. Бин, Генриху IV было невозможно успешно обвинить графа Нортумберленда в участии в восстании, поскольку прямых доказательств не было. Он отрицал сговор с сыном и братом. Формально с точки зрения права граф не поднимал свои знамёна против короны. Кроме того, король и его советники понимали, какое влияние семья Перси имеет на Севере. Вынужден был Генрих IV считаться и с мнением английских лордов, которые крайне неодобрительно восприняли наложенные на графа Нортумберленда, имевшего право на суд пэров, санкции. Как отмечает С. Игнатьев, король не мог позволить себе испортить отношения со знатью и был вынужден простить Перси, возможно, надеясь, что после гибели сына и краха своих амбициозных планов Перси уже «не поднимет голову». В итоге граф благодаря своим связям уже несколько месяцев спустя после битвы при Шрусбери «был восстановлен в правах и привилегиях, а также своих передвижениях».
6 февраля 1404 года граф Нортумберленд предстал перед Генрихом IV, лордами и палатой общин с просьбой о помиловании. В итоге лорды постановили, что тот виновен не в государственной измене, а в нарушении «Закона о ливрее», что влечёт за собой только штраф или выкуп по усмотрению короля. Затем граф принёс присягу на верность и получил королевское помилование. Д. Бин отмечает, что формальный парламентский отчёт об этом заседании, который был отправлен в Даремский монастырь, не содержит все факты, поскольку помилование Перси получил двумя днями ранее.
Однако граф Нортумберленд не добился полного восстановления. Перси лишились добытого в 1399 году контроля над Шотландскими марками, а сам он был смещён с поста смотрителя Восточной марки, который был отдан графу Уэстморленду. Кроме того, граф Нортумберленд был лишён должности констебля Англии. Кроме того, помилование имело свою цену: так 9 июня 1404 года он пообещал передать королевским уполномоченным на период с 20 июля по 1 августа замок Берик, который приносил годовой доход в 500 марок, а также замок Джедбург и леса Джедуорт. Хотя взамен ему и его наследникам были обещаны другие земли, граф Нортумберленд потерял значительную часть владений в пограничье, которые за 70 лет до этого были приобретены его дедом.

### Восстание 1405 года и его последствия
Какие бы надежды не питал король, гибель сына и брата сделала графа Нортумберленда непримиримым соперником Генриха IV. Историк Э. Кинг писал: «силы графа были заметно истощены, но не его стремление свергнуть короля». Дж. Бин указывает, что тот не испытывал какой-то благодарности за прощение, а только чувство унижения. А тот факт, что корона испытывала большие проблемы в попытках установить контроль над замками графа Нортумберленда, показывал, что он пользовался лояльностью своих вассалов. Хотя разумнее было бы выждать время, чтобы была возможность защитить интересы своего наследника, сына Хотспура, Перси решил восстать снова.
Весь 1404 год граф готовился к новому мятежу. Уолсингем сообщает, что до короля доходили известия о том, что Перси поддерживает отношения с врагами Англии в Шотландии, а также с Оуайном Глиндуром. В Северной Англии вновь начали распространяться крамольные слухи. Уолсингем пишет о захваченном священнике, «распространявшем слухи, что король Ричард жив и по всему королевству собирает верных ему людей». Кроме того, в том же году была арестована графиня Оксфорд, мать покойного Роберта де Вера, герцога Ирландского, которая «распространяла слухи, что король Ричард выжил и собирает армию, чтобы вернуть себе трон». При этом хронист указывает, что источником слухов была Шотландия.
Неизвестно, был ли граф замешан в заговоре с целью захвата юного графа Марча. В январе 1405 года он не явился на заседание королевского совета и был вынужден оправдываться. В феврале же был заключён трёхсторонний договор между графом Нортумберлендом, Оуайном Глиндуром и Эдмундом Мортимером. Согласно ему, Англию и Уэльс планировалось разделить на 3 части, причём доля самого Перси состояла из 12 графств от севера до Центральной Англии. К заговору примкнули также Ричард Скруп, архиепископ Йоркский, маршал Англии Томас Моубрей, граф Норфолк, и Томас, барон Бардольф.
Когда началось восстание, граф Нортумберленд так и не привёл собранную им армию для соединения с союзниками. С. Игнатьев пишет, что тот остался верен «своей привычке находиться в тени и творить политику чужими руками», поэтому и присоединился к восстанию, лидерами которого были Скруп и Моубрей. Но Д. Бин отмечает, что нет сомнений в том, что Перси был одним из лидеров восстания, которое вспыхнуло в 1405 году, поскольку об этом есть не только косвенные свидетельства, но и комментарии хронистов. При этом граф Нортумберленд пытался избежать ошибок восстания 1403 года, поэтому в начале мая вместе с отрядом вассалов попытался захватить графа Уэстморленда, когда тот остановился в поместье сэра Ральфа Эра. Попытка была неудачной: граф Уэстморленд был предупреждён об опасности и успел бежать. В итоге Перси решил, что восстание обречено и оставил своих союзников на произвол судьбы. Не получив помощи от северян, мятежники были 29 мая 1405 года разгромлены в битве при Шиптон-Муре. Захваченные архиепископ Скруп и маршал Моубрей были казнены.
Решение графа Норфолка выйти из восстания не спасло его. После разгрома мятежников королевская армия двинулась на Север. В итоге Перси вместе с малолетним внуком и бароном Бардольфом был вынужден бежать в Шотландию. Генрих IV приказал «обезглавить и выставить на показ головы нескольких лордов, принявших сторону графа, на стенах Йорка». На следующем заседании парламента все владения графа Нортумберленда были конфискованы, а его титулы присоединены к короне.

## Гибель

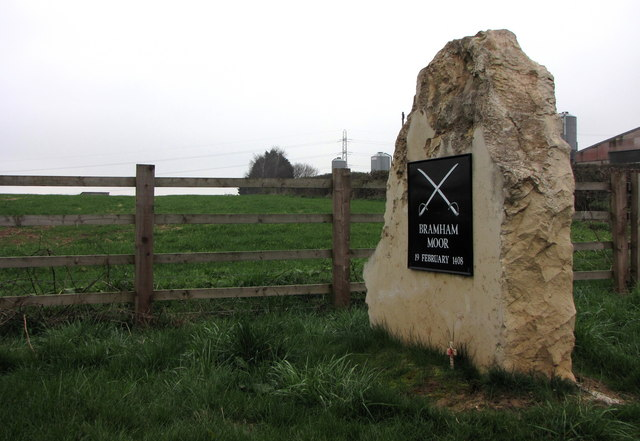
Камень на месте битвы при Брамем-Муре, в которой погиб граф Нортумберленд

Последующие годы для бывшего графа состояли из поисков убежища и попыток поднять новое восстание. В одной из шотландских хроник присутствует рассказ о том, что он безуспешно пытался в Шотландии встретиться с человеком, выдававшим себя за «выжившего» Ричарда II, о котором он сам долгое время распространял слухи в Северной Англии, но тот под разными предлогами избегал Перси. Но это не помешало бывшему графу использовать имя покойного короля для придания легитимного статуса своим попыткам выступить против Генриха IV.
Несмотря на требование Генриха IV выдать беглецов, в Шотландии Перси пробыл около года. Позже английский король предложил Роберту III обменять Перси на находившегося в английском плену Мердока Стюарта, графа Файфа. Вероятно, поняв, что шотландское правительство планирует выдать его и Бардольфа английскому королю, в конце 1406 года изгнанник бежал в Уэльс к Глиндуру. Затем он отправился во Францию заручиться помощью французского короля Карла VI в свержении Генриха IV, чтобы заменить его на графа Марча. Жан де Ваврен пишет, что Перси просил денег и оружия «на ведение войны с королём Англии». Но во Франции в этот период был разгар борьбы между Арманьяками и Бургиньонами, в связи с чем при королевском дворе не было единой позиции о том, какой внешней политики придерживаться, — поэтому какой-то помощи Нортумберленд так и не получил.
Дальнейшую биографию графа Нортумберленда английские и шотландские хронисты описывают по-разному. Шотландский хронист Боуэр указывает, что старый граф в конце 1407 года вернулся в Англию, где обратился к шерифу Йоркшира сэру Томасу де Рокби. Возможно, устав бороться с Генрихом IV, Перси был намерен «получить королевское прощение за ранее содеянное, а для посредничества он выбрал своего старого знакомого и соратника — Йоркского шерифа». Английский хронист Уолсингем излагает другую версию: по его мнению, Нортумберленд не собирался сдаваться, а пытался втянуть шерифа в заговор, но тот, «верный королю, дал ложное согласие, дабы заманить графа в ловушку».
В феврале Нортумберленд и Томас Бардольф добрались до ранее принадлежавшего Перси поместья Тадкастер в Йоркшире. Неподалёку от него, близ Брамем-Мура, они 19 или 20 февраля попали в устроенную шерифом засаду и были убиты. Сопровождавший их епископ Бангора «был оставлен в живых, поскольку он не был вооружён». С телом графа Нортумберленда поступили так, как поступали с предателями: отрубили голову и четвертовали. Голова была выставлена на всеобщее обозрение на Лондонском мосту. Позже его останки были собраны и захоронены в Йоркском соборе.

## Герб

Герб рода Перси до 1381 года: Безудержный лазурный лев
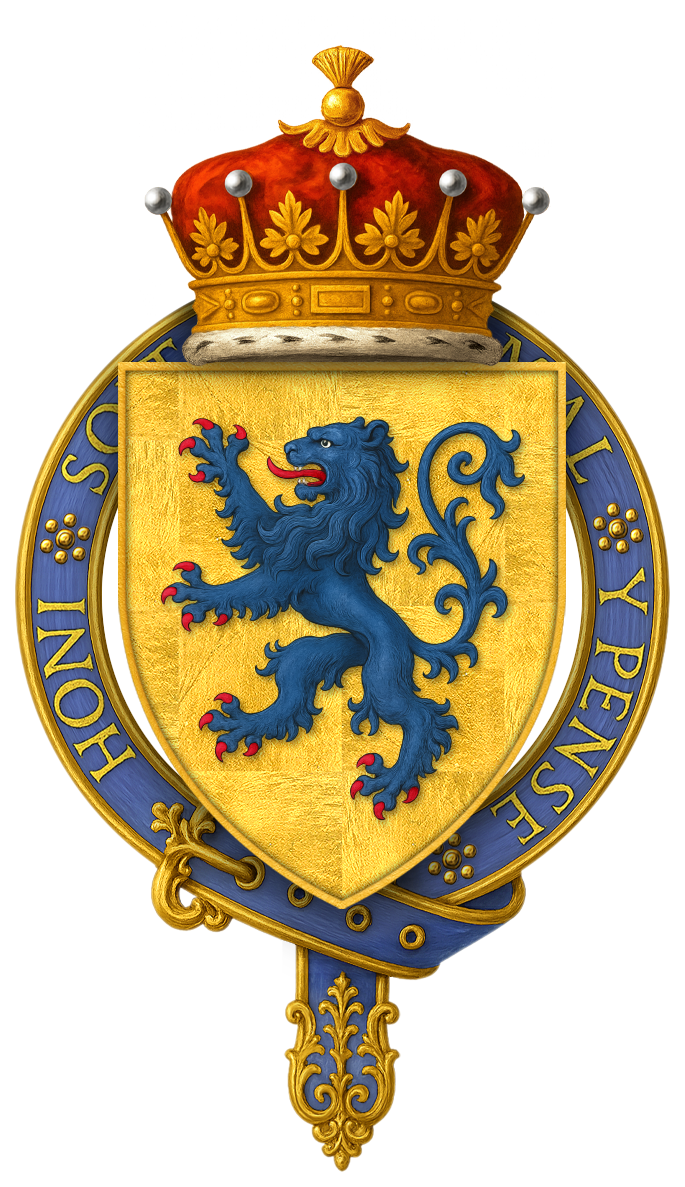
Герб сэра Генри Перси, рыцаря ордена Подвязки
Герб графа Нортумберленда после брака в 1381 году с Мод Люси: в 1-й и 4-й четверти герб Перси (Безудержный лазурный лев); во 2-й и 3-й четверти — герб Люси (3 серебряные щуки).